# Romanico pugliese

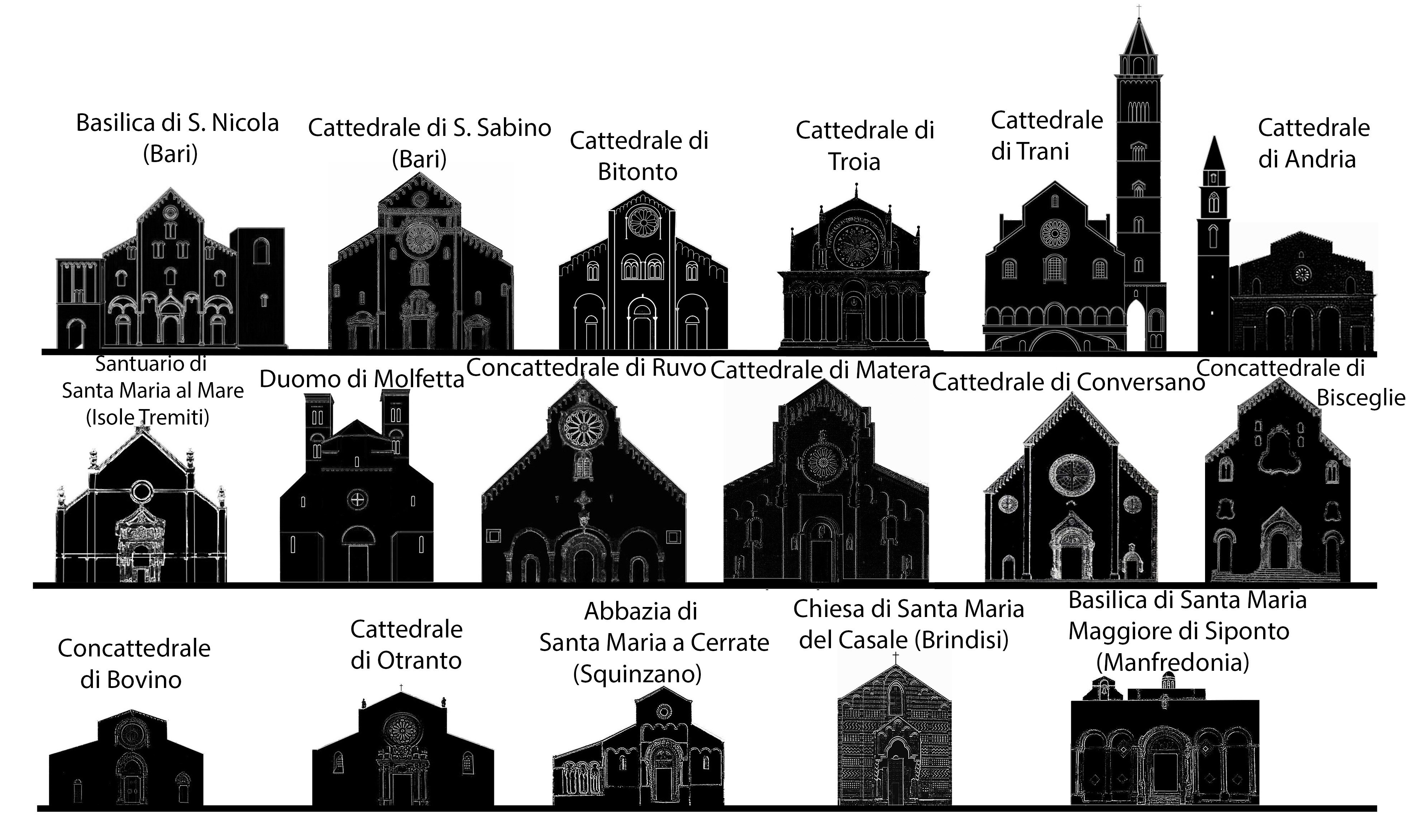
Confronto tra le facciate di alcuni esempi di romanico pugliese

Il romanico pugliese è una cultura artistica sviluppatasi in Puglia tra l'XI e la prima metà del XIII secolo, soprattutto in architettura, scultura e nell'arte del mosaico.
Questo stile recepì caratteri dell'arte romanica elaborati in altre aree d'Europa (Francia, Provenza, Normandia, Germania, Spagna settentrionale) e dell'Italia (Lombardia, Pisa) componendoli con elementi dell'arte bizantina e araba del tempo, e rielaborandoli in uno schema peculiare e per molti aspetti autonomo. 
Una delle principali componenti culturali di questa architettura è quella nordica e legata ai Normanni ed alla frequentazione dei porti pugliesi da parte dei pellegrini diretti in Terrasanta e che furono anche il punto di partenza per molti partecipanti alla Prima crociata nel 1090. 
Esempi dei caratteri nordici ripresi nel romanico pugliese sono la doppia torre di facciata per la Basilica di san Nicola di Bari e gli edifici da essa derivati, e l'accentuato slancio e verticalismo della Cattedrale di Trani e della sua torre. Anche la scultura presenta una componente normanna legata al nord Europa. Un esempio di rilievo del contesto culturale del romanico pugliese è il pregevole mosaico della Cattedrale di Otranto con temi legati ai vichinghi e al ciclo arturiano.

## Architettura

### Puglia, Basilicata e Molise
I caratteri tipici dello stile Romanico Pugliese sono riscontrabili non solo nelle costruzioni realizzate in Puglia, ma anche in quelle che si andarono edificando nei territori limitrofi, la Basilicata ed il Molise.

#### La Basilica di San Nicola a Bari

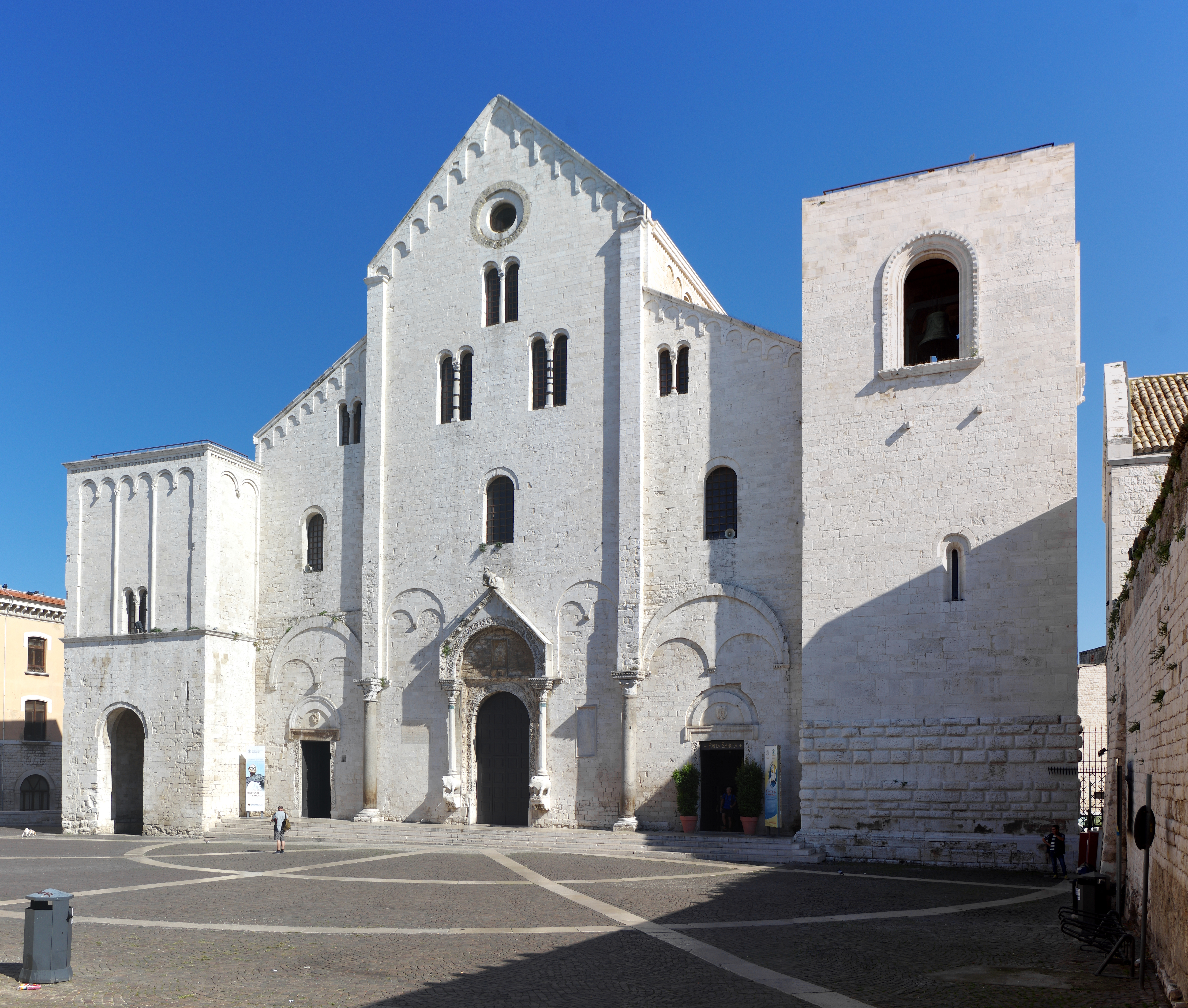
la basilica di San Nicola a Bari

Uno degli edifici più rappresentativi è la Basilica di San Nicola a Bari, iniziata nel 1087 e terminata verso la fine del XII secolo. Esternamente si presenta con un aspetto massiccio, come una fortezza, con una facciata a salienti, chiusa ai lati da due torri incompiute, decorata con archetti pensili e con un poco pronunciato protiro con buoi stilofori secondo i modelli lombardi ed emiliani.
Il motivo delle doppie torri rimanda invece a esempi transalpini, ed è spiegabile anche con la presenza normanna degli Altavilla; i segni di altre due torri sono presenti nella zona posteriore dell'edificio, dove si apre una particolare struttura muraria continua a chiusura delle tre absidi.
La pianta è a tre navate, con quelle laterali provviste di ulteriori pareti voltate che rinforzano la struttura; la navata principale non è molto lunga ed in origine era coperta a capriate. I matronei sono i più antichi dell'Italia meridionale e terminano in corrispondenza dell'altare maggiore, dove lo spazio si allarga per formare un transetto che non sporge dalla pianta rettangolare dell'edificio: qui era prevista la costruzione di una cupola ottagonale, che avrebbe accentuato, assieme alle torri, la verticalità del complesso. La spazialità interna tuttavia è compromessa da due archi che si aprono sulla navata centrale all'altezza del matroneo: furono aggiunti nel XV secolo per irrobustire ulteriormente la struttura.
La basilica di San Nicola rappresentò il modello di riferimento per altre chiese pugliesi con matroneo e soffitto a capriate, come la cattedrale di San Sabino nella stessa Bari.

#### La Cattedrale di Trani

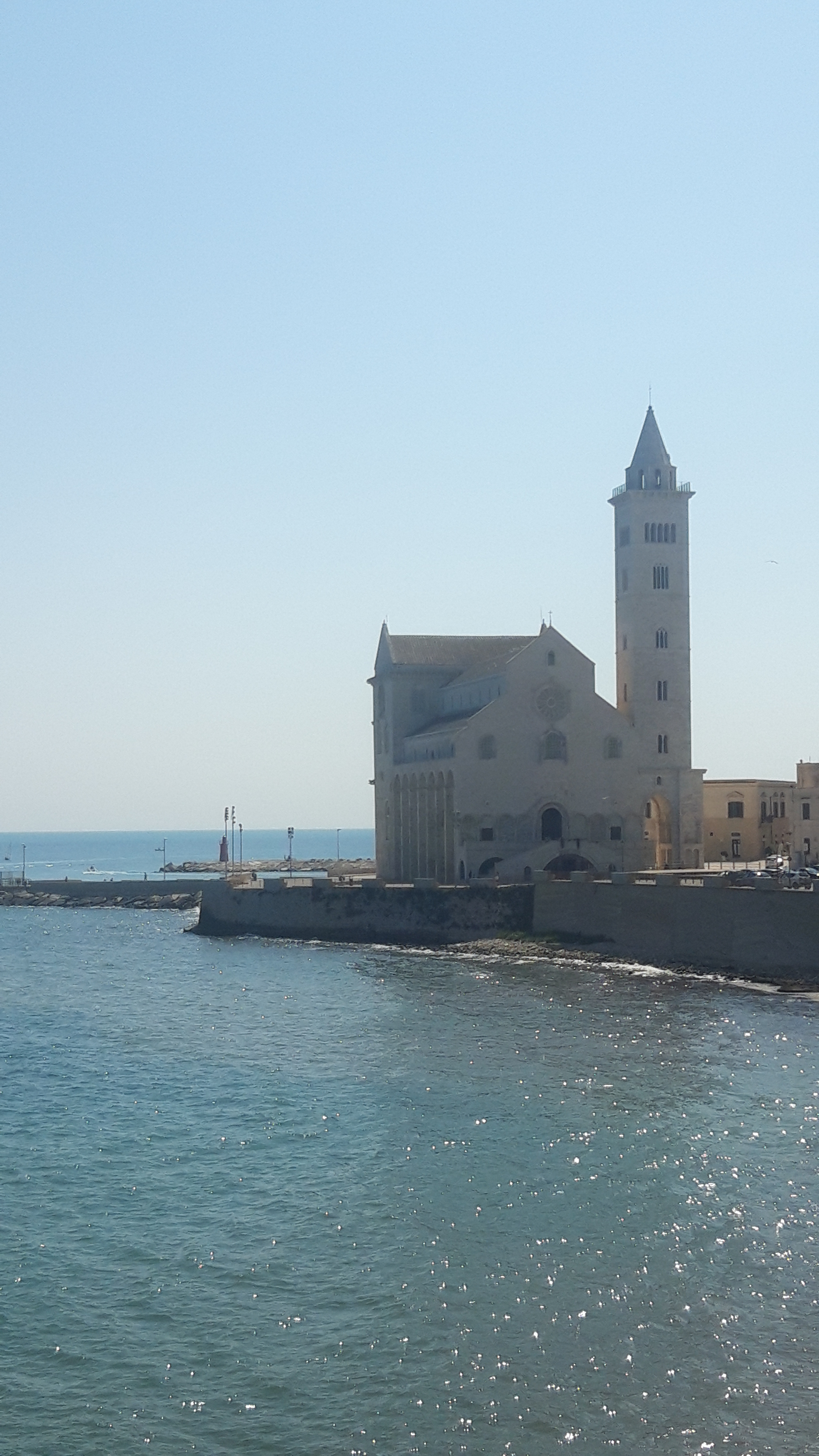
La Cattedrale di Trani

La Cattedrale di Trani è un esempio notevole e tra i più antichi; la costruzione è iniziata nel 1099 e conclusa nel XII secolo senza il campanile, edificato nel secolo successivo. La facciata e l'assetto plani-volumetrico ricordano il profilo del San Nicola di Bari, pur discostandosene per diverse ragioni: il prospetto non è ripartito da lesene; sul prospetto absidale non sono presenti le doppie torri e le absidi non sono occluse, ma lasciate a vista ottenendo un effetto di grande vigore espressivo; l'alta torre campanaria affianca la facciata occidentale e poggia su di un elevato plinto di fondazione aperto da uno slanciato passaggio archiacuto, con un effetto di ardito svuotamento della base.
Venne edificata su precedenti edifici di culto in prossimità del mare; la costruzione risulta ancora oggi un punto di riferimento sulla costa grazie alla visibilità della torre che raggiunge l'altezza di 58,90 m., ed al chiarore e brillantezza del materiale impiegato, la pietra calcarenitica locale nota come pietra di Trani. Il prospetto occidentale e quello meridionale presentano ampi rosoni divisi rispettivamente in sedici e dodici parti; le facciate sono scandite dall'armoniosa disposizione di numerose ed ampie aperture finemente decorate con eleganti motivi geometrici e naturali. L'intero transetto è coronato da un grande e ricco cornicione fortemente aggettante, decorato da motivi fito-zoomorfi e da mensole scolpite con figure tratte dai bestiari medievali.
La Cattedrale di Trani si differenzia da ogni altro esempio di romanico pugliese per la suddivisione dell'intera costruzione in tre livelli diversi cui corrispondono rispettivi ambienti, ognuno caratterizzato da una propria compiutezza; altro caso unico è la presenza di un alto podio di accesso in facciata, originariamente coperto da un porticato demolito nel XVIII secolo di cui restano gli archi di appoggio in facciata, raggiungibile da una doppia gradinata simmetrica e che dà accesso alla chiesa superiore; qui si apre un prezioso portale marmoreo del XII secolo i cui battenti bronzei sono un'importante opera dello scultore Barisano da Trani.
L'interno della chiesa superiore è ripartito in tre navate divise da sette arcate per lato sorrette da colonne binate; l'alta navata centrale ed il transetto sono coperti da capriate in legno, le navate laterali sono coperte da volte a crociera su cui poggiano i matronei, aperti sulla navata centrale da trifore allineate alle arcate sottostanti. Nella zona del presbiterio si conservano parti del mosaico del XII secolo.
Stilisticamente vicina alla cattedrale di Trani è, inoltre, la Cattedrale di Ruvo di Puglia; al cantiere della fase romanica del Duomo di Terlizzi partecipò lo scultore Anseramo da Trani; l'alto plinto che fa da base al campanile della Cattedrale di Trani è stato realizzato da Nicolaus Sacerdos et Magister, lo stesso autore dell'ambone del Duomo di Bitonto; i magistri tranesi Bertrando ed Eustasio parteciparono ai cantieri delle cattedrali in area Dalmata.

#### La Cattedrale di Bitonto

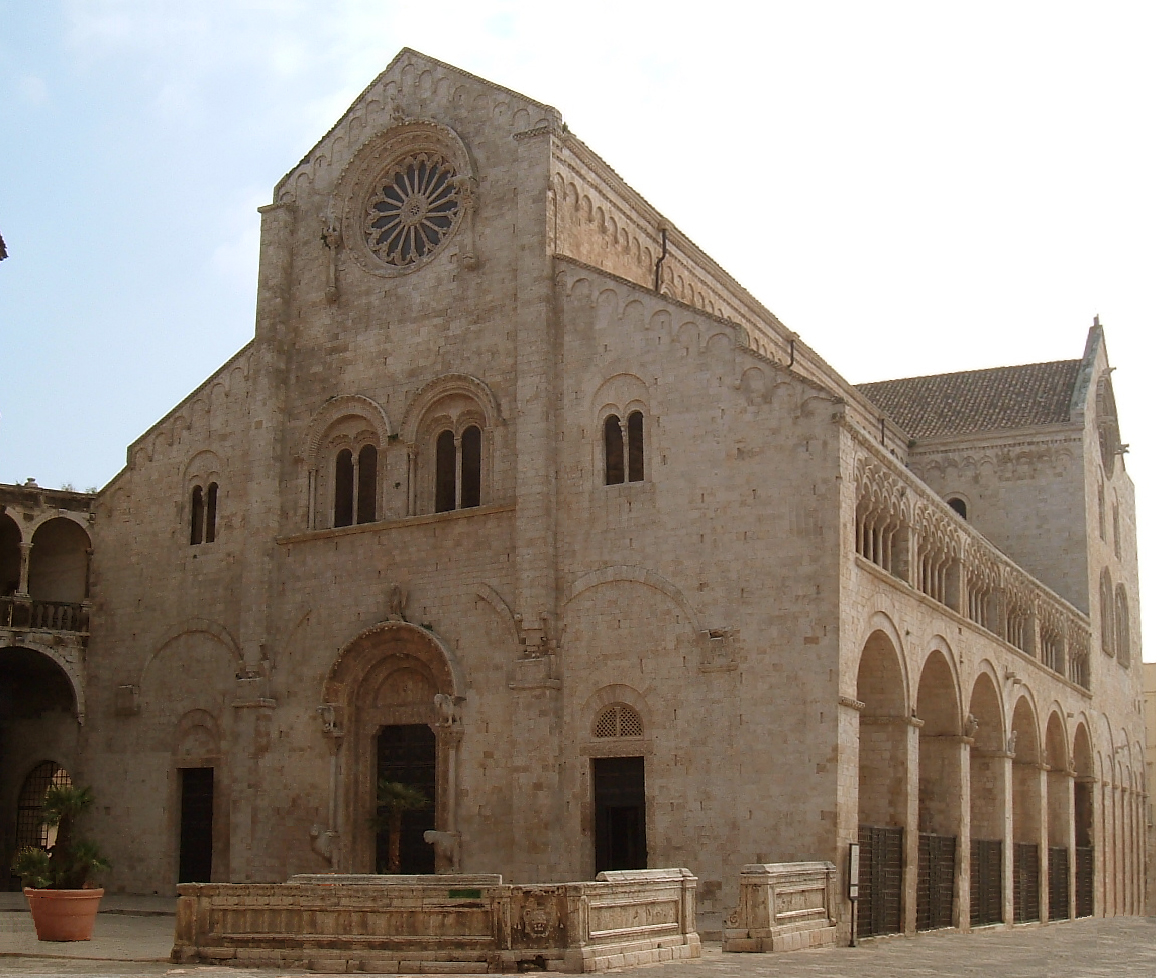
Il duomo di Bitonto

La Cattedrale di Bitonto fu costruita alla fine del XII secolo su modello della basilica di San Nicola di Bari, seguendo le forme mature del romanico pugliese; presenta gran parte degli elementi tipici di questo stile e pertanto ne è stato talvolta riconosciuto come l'espressione più completa. La facciata si presenta tripartita da lesene e avente tre rispettivi portali, tra cui spicca quello centrale riccamente scolpito con scene del nuovo testamento. Nel registro superiore della facciata si aprono due bifore, e, più in alto, si erge un rosone a sedici bracci, affiancato da sfingi.
L'interno, con pianta a croce latina è diviso in tre navate ciascuna terminante con un'abside semicircolare. Ai lati dell'abside centrale, più grande di quelle laterali, si notano due pilastri che avrebbero dovuto sostenere una cupola mai costruita. La navata centrale e il transetto sono coperti da pregiate capriate in legno con decorazione policroma, mentre le navate laterali, sormontate da matronei, sono coperte con volte a vela. Vi si conserva il noto e pregevole ambone riportante la data del 1229 e la firma di Nicolaus sacerdos et magister, che impiega come parapetto una lastra con figure in rilievo attribuiti dalla tradizione critica, pur senza certezza, a personaggi della dinastia Sveva. In ottimo stato di conservazione, un mosaico pavimentale dell'XI secolo rappresentante un grifone realizzato in opus sectile.

#### La Cattedrale di Otranto

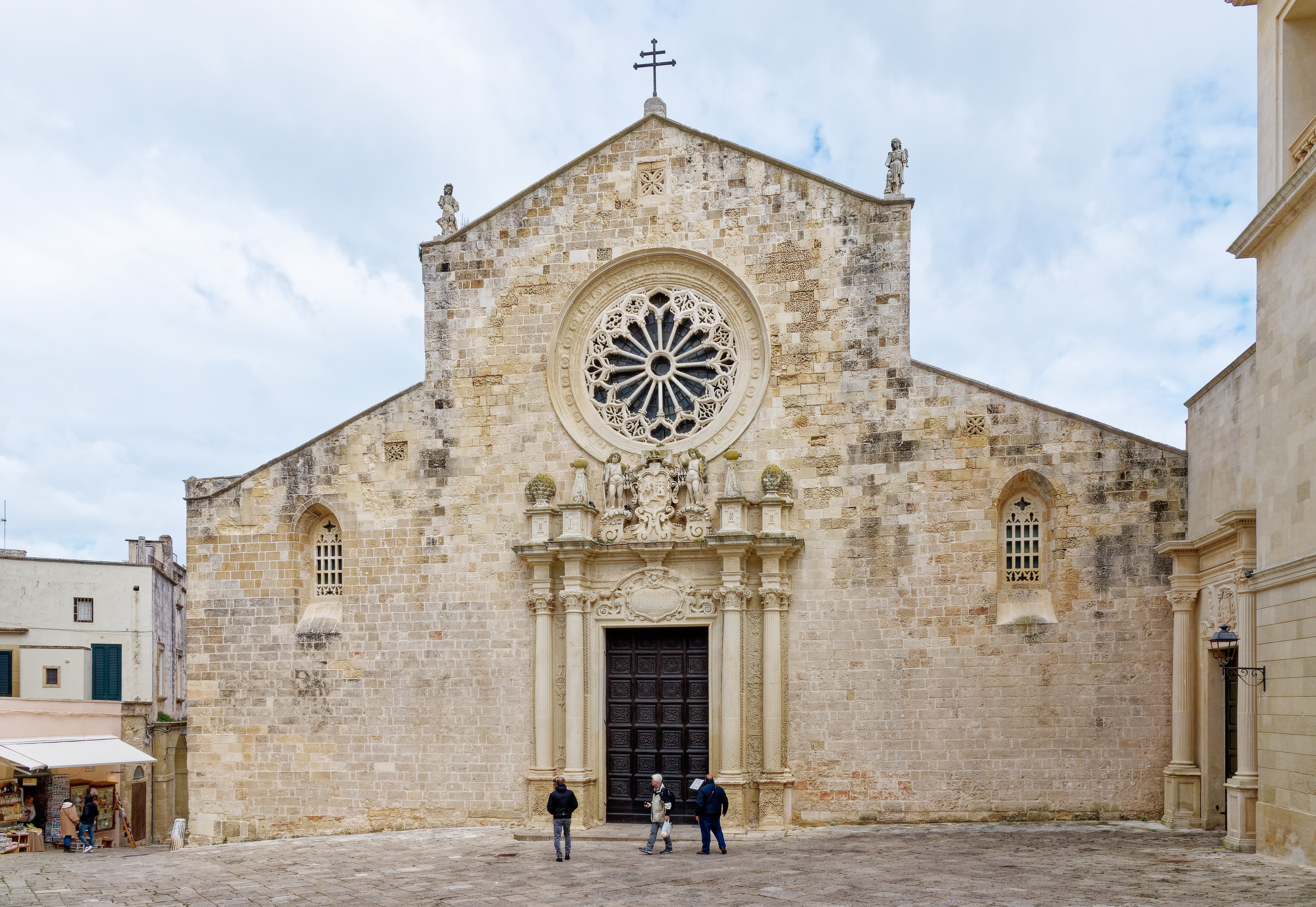
La cattedrale di Otranto

Un esempio importante di romanico pugliese è anche la cattedrale di Otranto edificata sui resti di una domus romana, di un villaggio messapico e di un tempio paleocristiano. Fu consacrata al culto il primo agosto 1088 durante il papato di Urbano II. Al suo interno conserva un importante mosaico pavimentale eseguito, tra il 1163 e il 1166, dal monaco basiliano Pantaleone.

#### Altri edifici

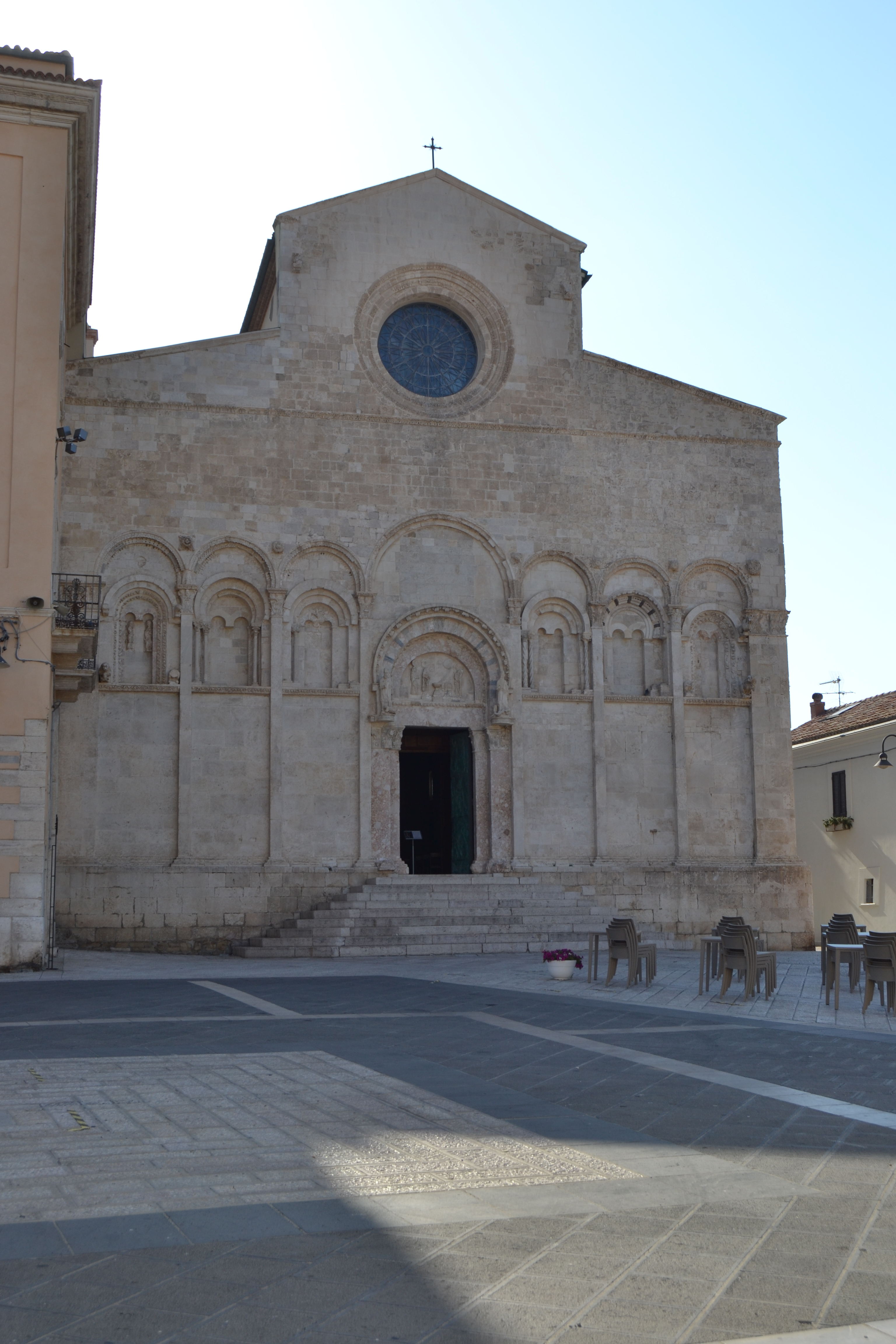
Il Duomo di Termoli, in Molise

Altre influenze si riscontrano nella chiesa dei Santi Niccolò e Cataldo a Lecce (1180), nella basilica del Santo Sepolcro a Barletta, ambedue con influssi borgognoni, o nella cattedrale di Troia (terminata nel 1119) che tradisce influssi pisani nel registro inferiore, armeni nei rilievi appiattiti sull'architrave, musulmani nei capitelli, bizantini nelle porte bronzee. Caso unico e particolare è la cattedrale di Barletta, che presenta un'armoniosa e suggestiva commistione tra romanico e gotico. Mostra infatti una pianta divisa di netto in una metà romanica piuttosto slanciata e una metà con abside circondato da un deambulatorio (caso unico in Puglia) e i contrafforti che continuano all'esterno.

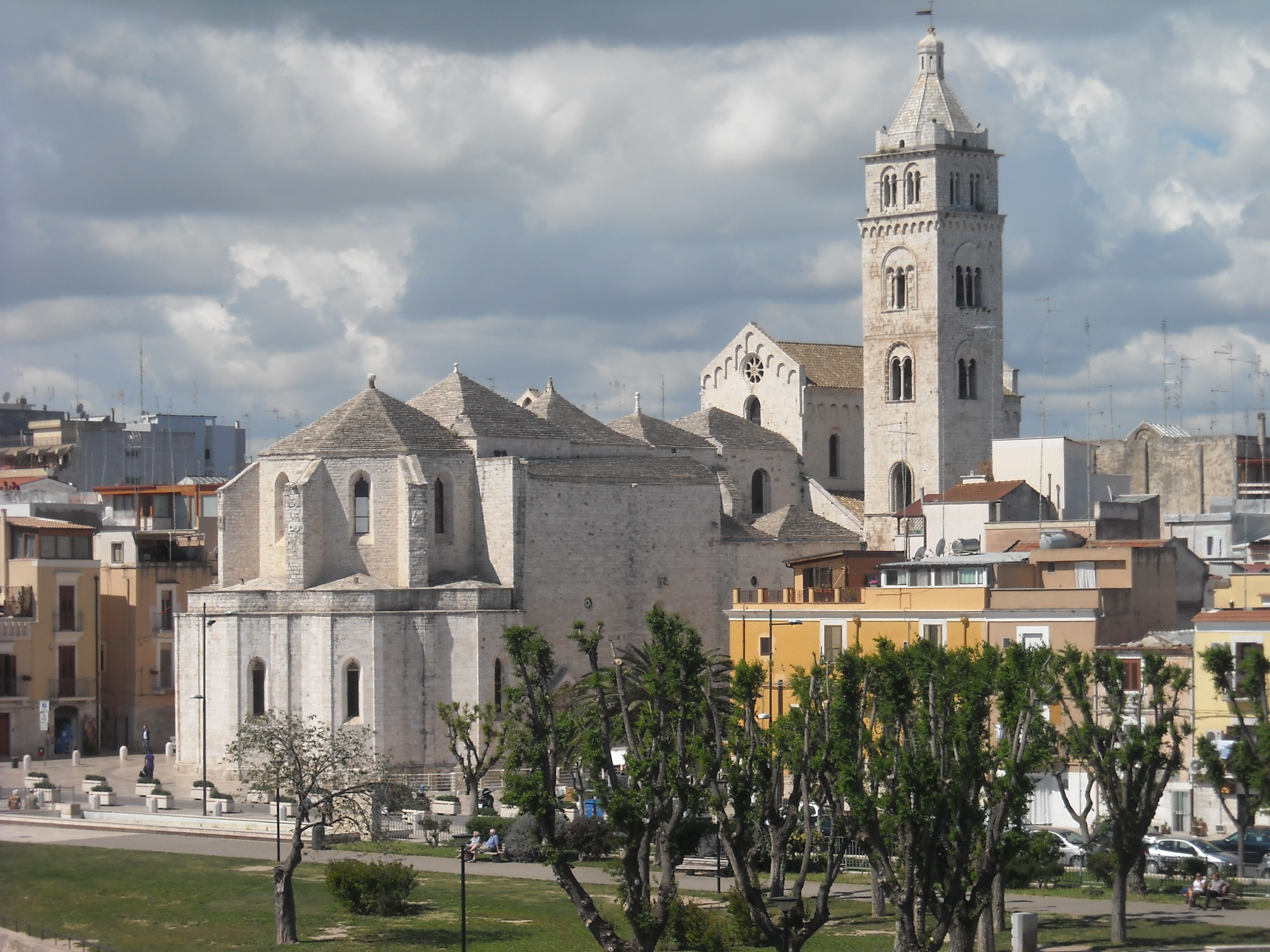
Cattedrale di Barletta vista dal castello

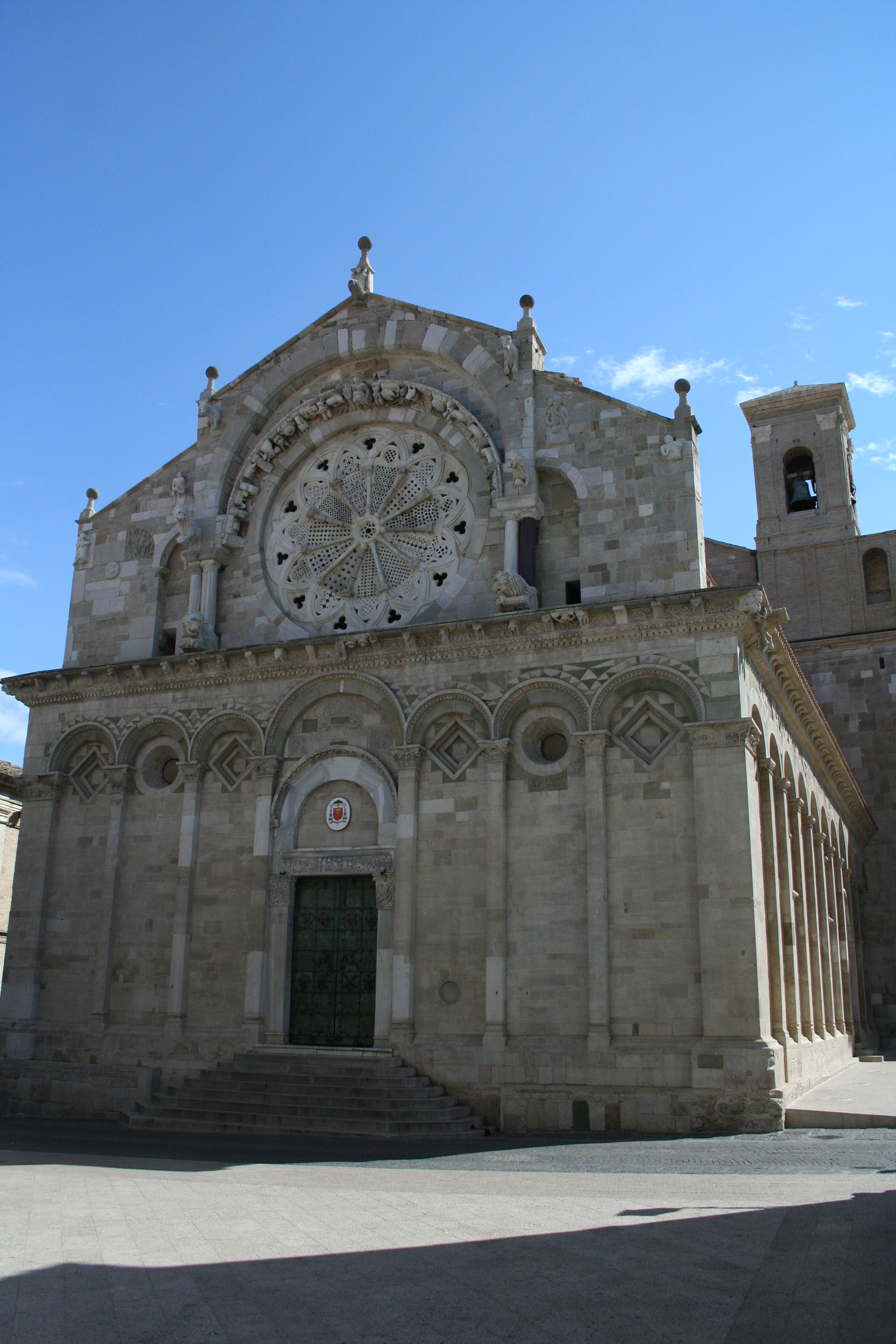
La Concattedrale di Troia

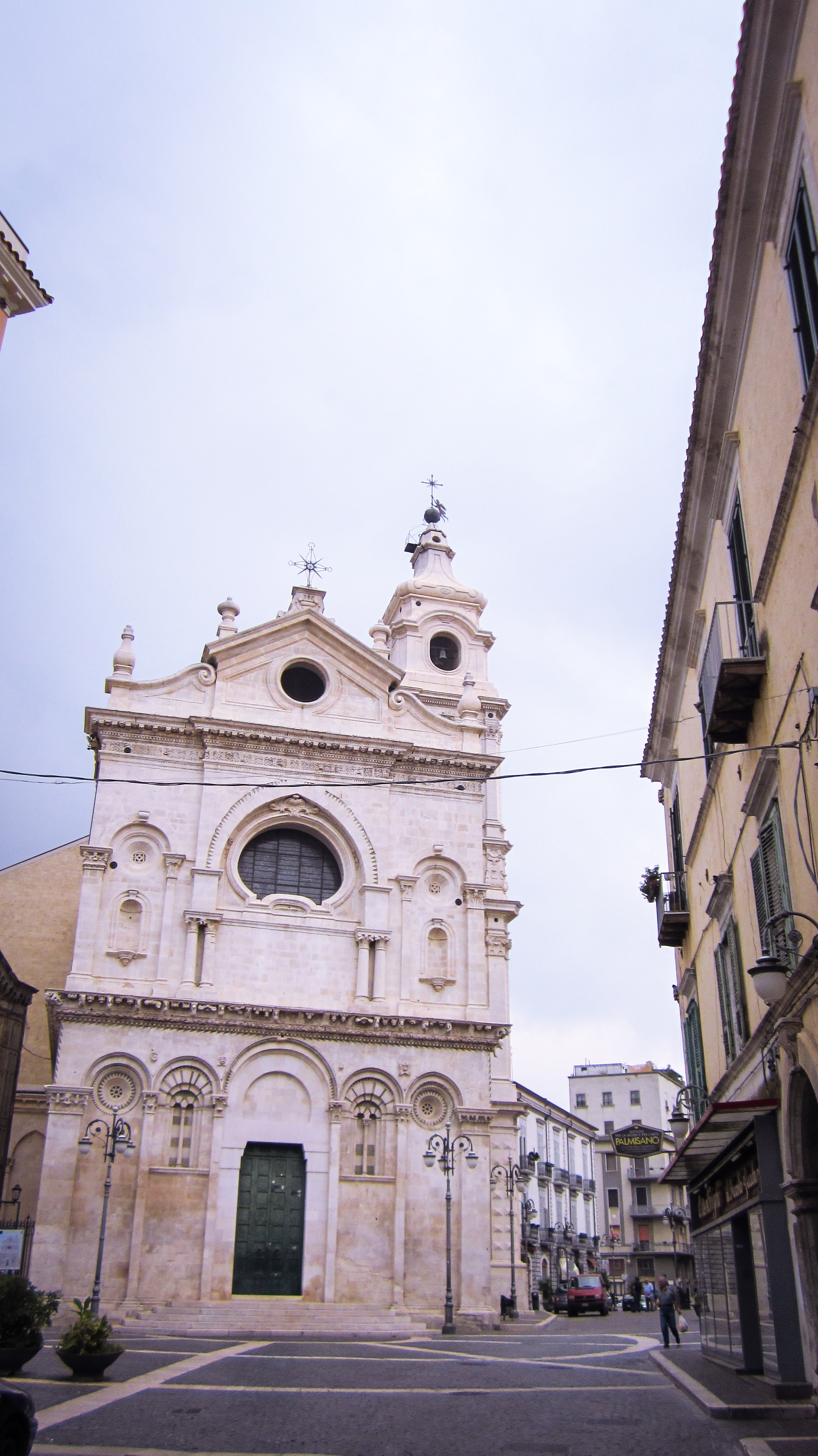
Cattedrale di Foggia

Esempi specifici di romanico pugliese sono rappresentati dalle chiese a sala con cupole in asse; è il caso del Duomo di San Corrado a Molfetta e di altre chiese di Trani. In particolare, nel Duomo di San Corrado lo schema della chiesa a sala si fonde con quello della chiesa cupolata, per dar luce ad una struttura compatta unica nel suo genere e che testimonia la grande maturità raggiunta dai maestri pugliesi nella costruzione di volte in muratura. Un caso eccentrico nel panorama dell'architettura romanico-pugliese è rappresentato dalla piccola chiesa rurale di Santa Caterina a Conversano (XII secolo), con pianta quadrilobata e tiburio ottagonale che contiene una piccola cupola interna emisfefica. I modelli sembrano in questo caso essere quelli bizantini.
Nell'area del Salento, si assiste ad esempi, preservati sino a noi, di "romanico minore", più semplice sia nelle dimensioni sia nelle soluzioni architettoniche, rispetto agli edifici innalzati nei principali centri di transito della regione nel periodo del Medioevo.
Di particolare rilievo risulta, inoltre, la Cattedrale di Foggia la quale presenta tutta la parte inferiore in Romanico puro, la superiore invece, risente della ricostruzione durante il Barocco a seguito di un violento terremoto che distrusse parzialmente la città. È fiore all'occhiello di tutta la Puglia proprio per questa sua tipicità.
Il romanico pugliese tramite il movimento di artisti (come Nicola Pisano) portò al rinnovamento artistico in altre parti d'Italia influenzando anche il vicino Molise nella città di Termoli, che possiede una cattedrale in stile romanico-pugliese con l'arco del portale in marmo del Gargano; in Basilicata la cattedrale di Matera fu costruita nel XIII secolo con una facciata dominata dal rosone a sedici raggi.

### Esempi di romanico pugliese
- Cattedrale di Bovino eretta nei primi anni del X secolo
- Chiesa di Santa Maria della Lizza ad Alezio
- Cattedrale dell'Assunta ad Altamura
- Chiesa di Santa Maria Assunta ad Andria
- Basilica di San Nicola a Bari
- Cattedrale di San Sabino a Bari
- Cattedrale Santa Maria Maggiore a Barletta
- Chiesa dell'Assunta a Binetto
- Chiesa di Sant'Adoeno a Bisceglie
- Chiesa di Santa Margherita a Bisceglie
- Cattedrale di San Pietro Apostolo a Bisceglie
- Basilica di San Michele Arcangelo a Bitetto
- Cattedrale di San Valentino a Bitonto
- Chiesa di Santa Maria del Casale a Brindisi
- Chiesa di San Benedetto a Brindisi
- Chiesa della Santissima Trinità a Brindisi
- Chiesa del Cristo a Brindisi
- Chiesa della Madonna dell'Alto a Campi Salentina
- Cattedrale di San Sabino a Canosa di Puglia
- Abbazia di Santa Maria a Cerrate
- Cattedrale dell'Assunta a Conversano
- Chiesa Matrice di San Nicola a Mola di Bari
- Chiesa della Madonna della Neve a Copertino
- Parrocchiale di Santa Maria Assunta a Grumo Appula
- Chiesa Madre di Grottaglie a Grottaglie
- Basilica di Santa Caterina d'Alessandria a Galatina
- Chiesa di San Pietro dei Samari a Gallipoli
- Concattedrale di Santa Maria Assunta a Giovinazzo
- Basilica concattedrale a Gravina in Puglia
- Chiesa Santa Maria Assunta a Laterza
- Chiesa dei Santi Niccolò e Cataldo a Lecce
- Basilica di Santa Maria Maggiore di Siponto presso Manfredonia
- Abbazia di San Leonardo di Siponto presso Manfredonia
- Chiesa della Natività a Maruggio
- Cattedrale della Madonna della Bruna e di Sant'Eustachio a Matera
- Chiesa di San Lorenzo fuori le mura a Mesagne
- Chiesa di Santa Croce a Minervino di Lecce
- Chiesa Madonna della Greca a Locorotondo
- Chiesa di San Felice a Balsignano a Modugno
- Duomo di San Corrado a Molfetta
- Tomba di Rotari e santuario di San Michele Arcangelo di Monte Sant'Angelo
- Chiesa Santa Maria Assunta a Mottola
- Chiesa Abbaziale di Barsento a Noci
- Collegiata di Santa Maria della Pace a Noicattaro
- Cattedrale dell'Annunziata a Otranto
- Chiesa di San Giovanni Battista a Patù
- Abbazia Santa Maria La Sanità del Casale a Pisticci
- Chiesa di San Pietro Apostolo a Putignano
- Collegiata di Santa Maria della Colonna e San Nicola a Rutigliano
- Concattedrale di Santa Maria Assunta di Ruvo di Puglia
- Chiesa di San Giovanni Evangelista a San Cesario di Lecce
- Chiesa di San Severino a San Severo
- Chiesa di Santo Stefano a Soleto
- Chiesa di Sant'Eufemia a Specchia
- Chiesa di Santa Maria d'Aurio a Surbo
- Cattedrale di San Cataldo a Taranto
- Chiesa di San Domenico Maggiore a Taranto
- Monastero di Santa Maria della Giustizia a Taranto
- Chiesa di Santa Maria della Strada a Taurisano
- Chiesa di San Pietro a Crepacore a Torre Santa Susanna
- Cattedrale di San Nicola Pellegrino a Trani
- Chiesa di San Francesco a Trani
- Chiesa di Santa Maria di Giano a Trani
- Monastero di Santa Maria di Colonna a Trani
- Chiesa di Ognissanti a Trani
- Chiesa di Sant'Antonio abate a Trani
- Chiesa di Sant'Andrea a Trani
- Chiesa di San Giacomo a Trani
- Concattedrale dell'Assunta a Troia
- Chiesa di San Basilio Magno a Troia
- Chiesa di Santa Maria del Casale a Ugento
- Chiesa di Ognissanti a Valenzano

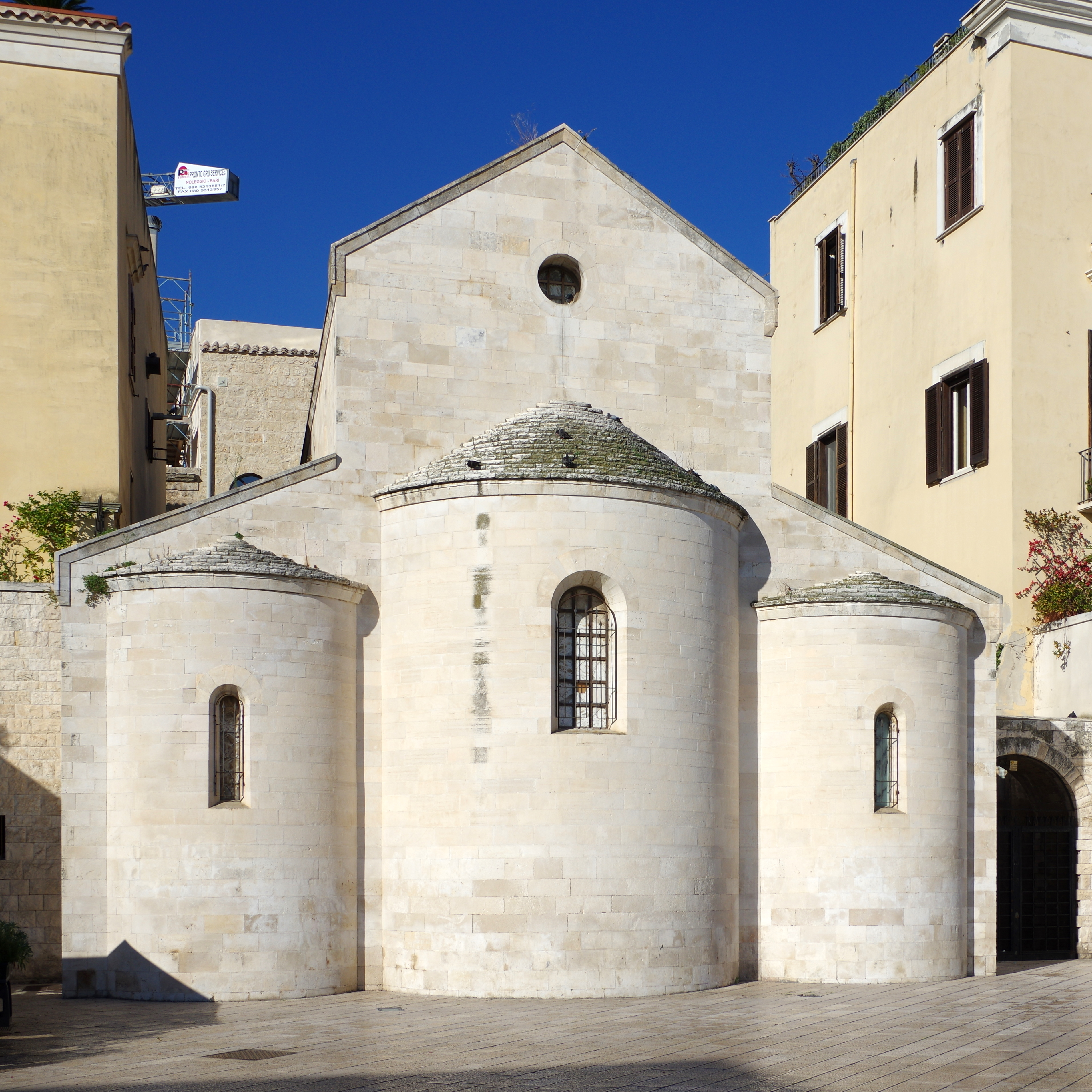
La Chiesa della Vallisa a Bari
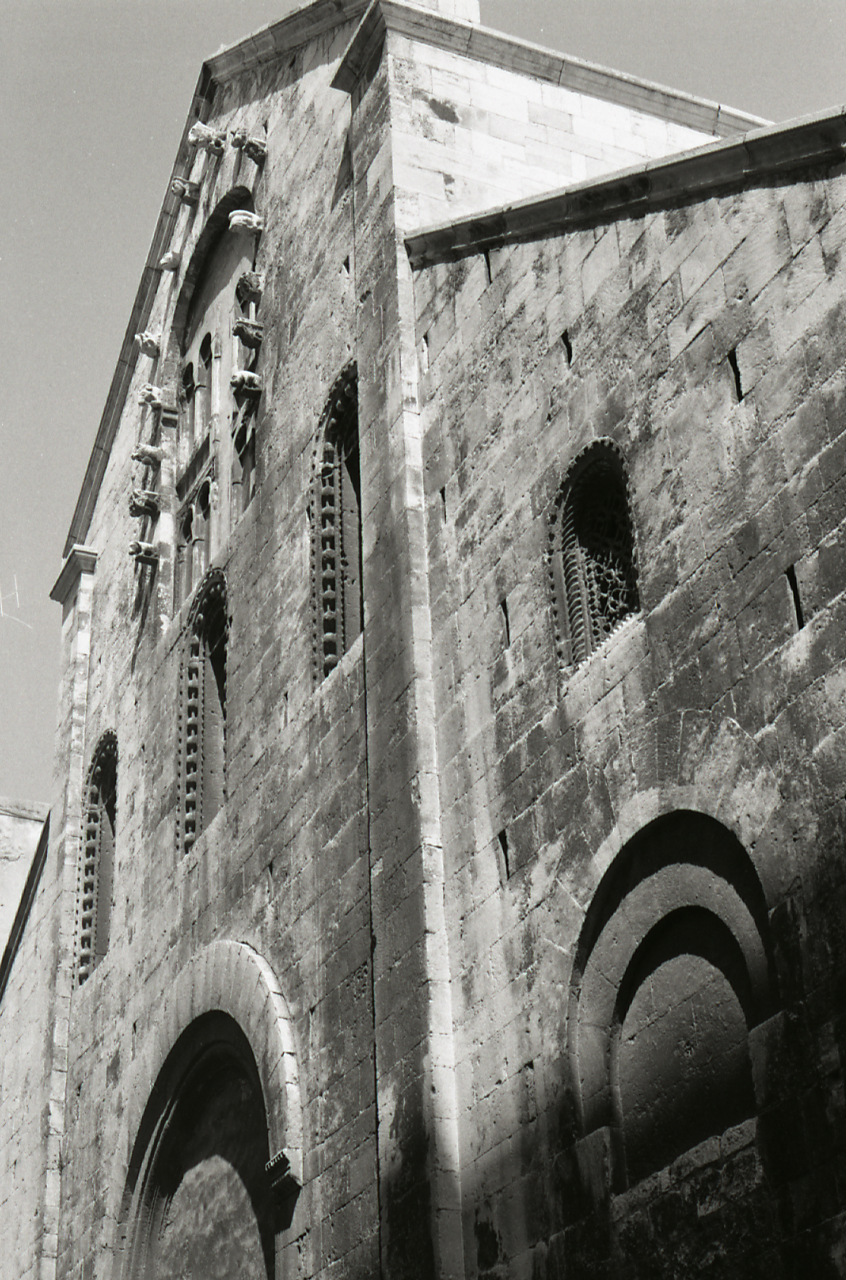
La Chiesa di San Gregorio a Bari
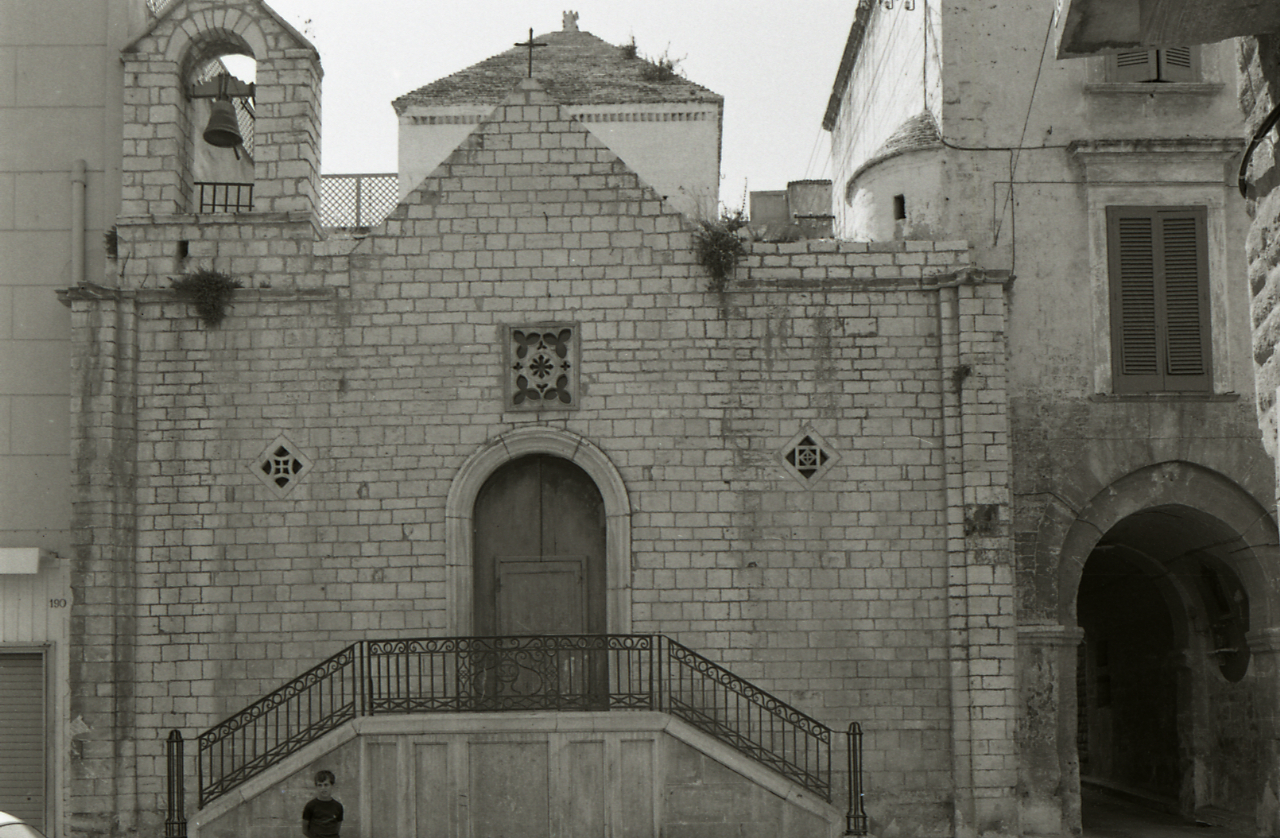
La Chiesa di Sant'Andrea a Trani
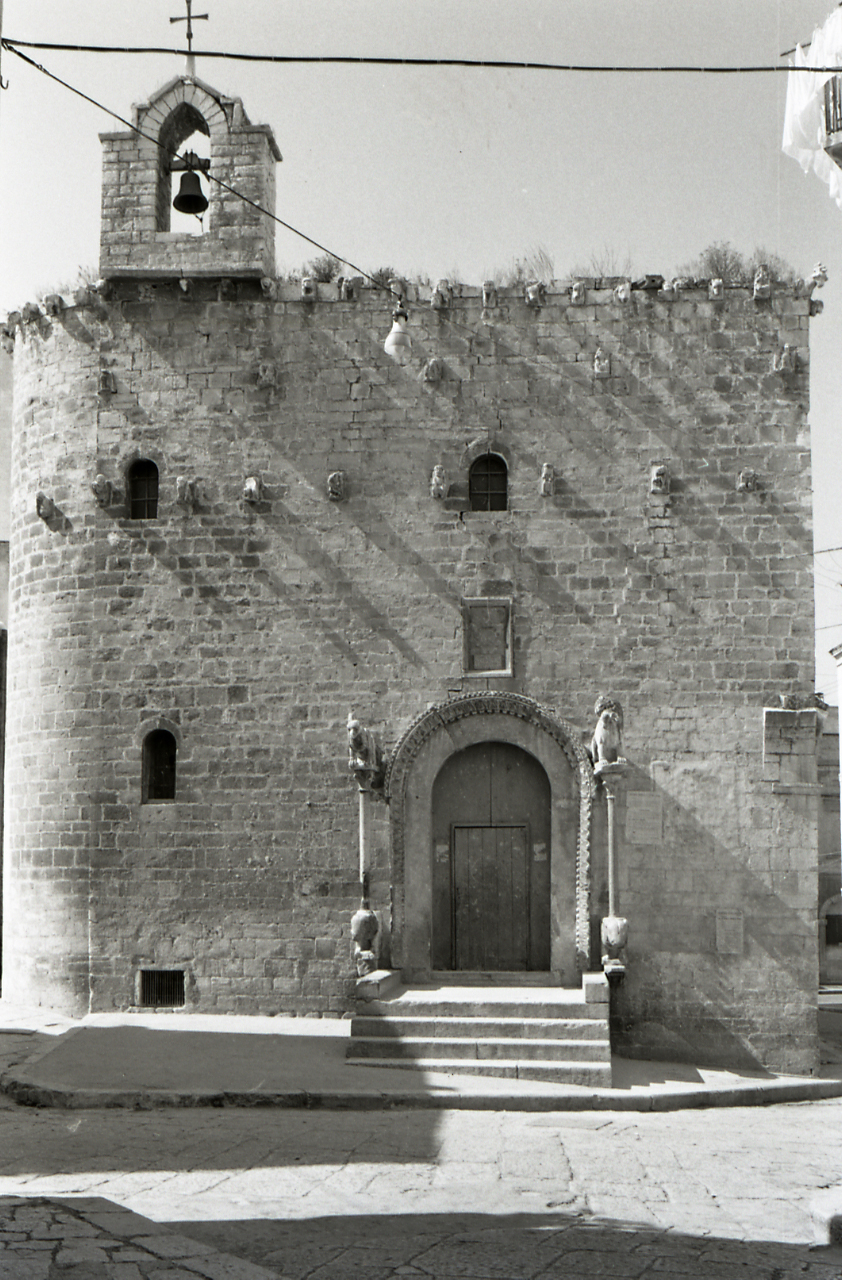
La Chiesa di San Giacomo a Trani
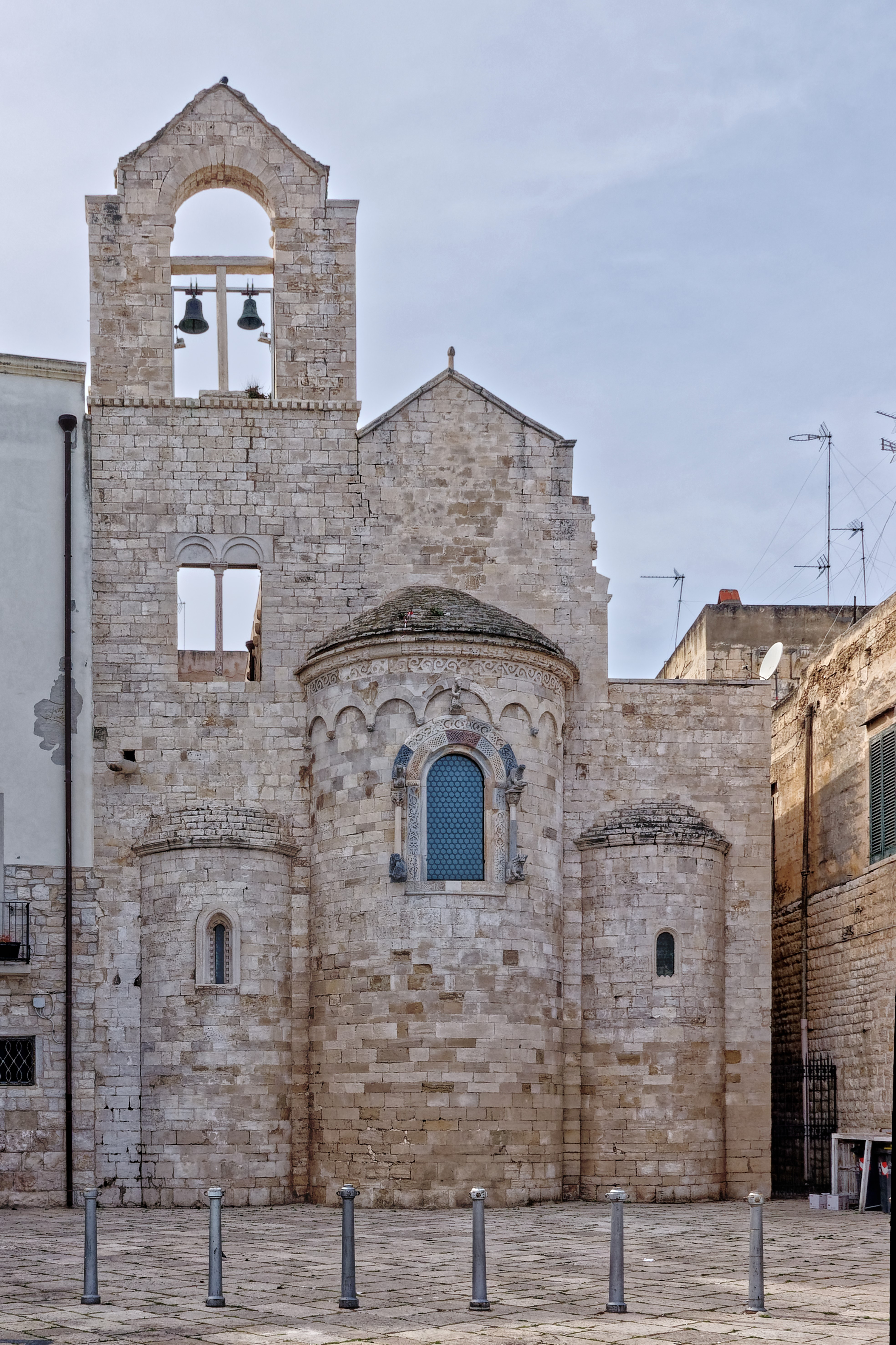
La Chiesa di Ognissanti di Trani
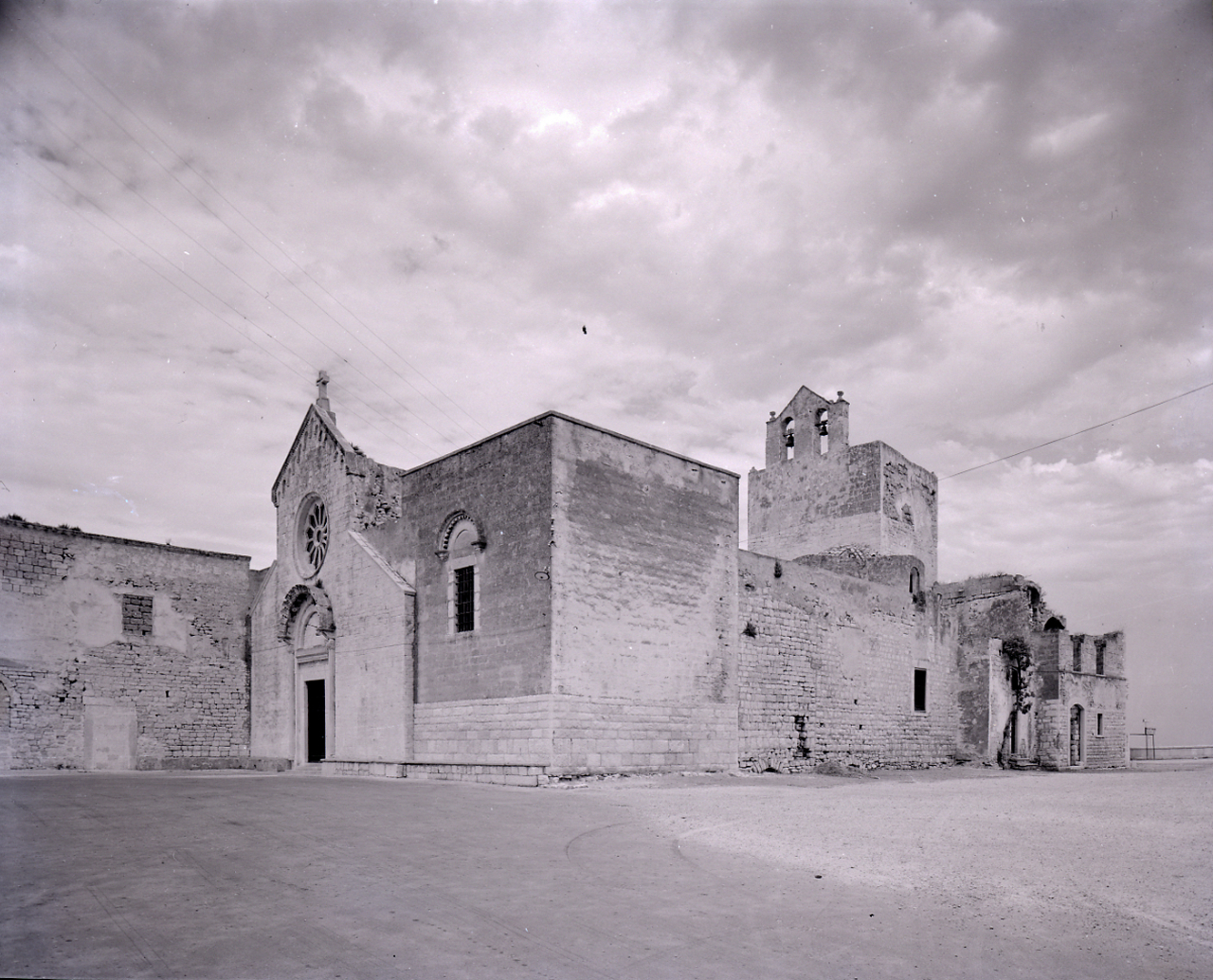
La Chiesa del Monastero di Santa Maria di Colonna a Trani
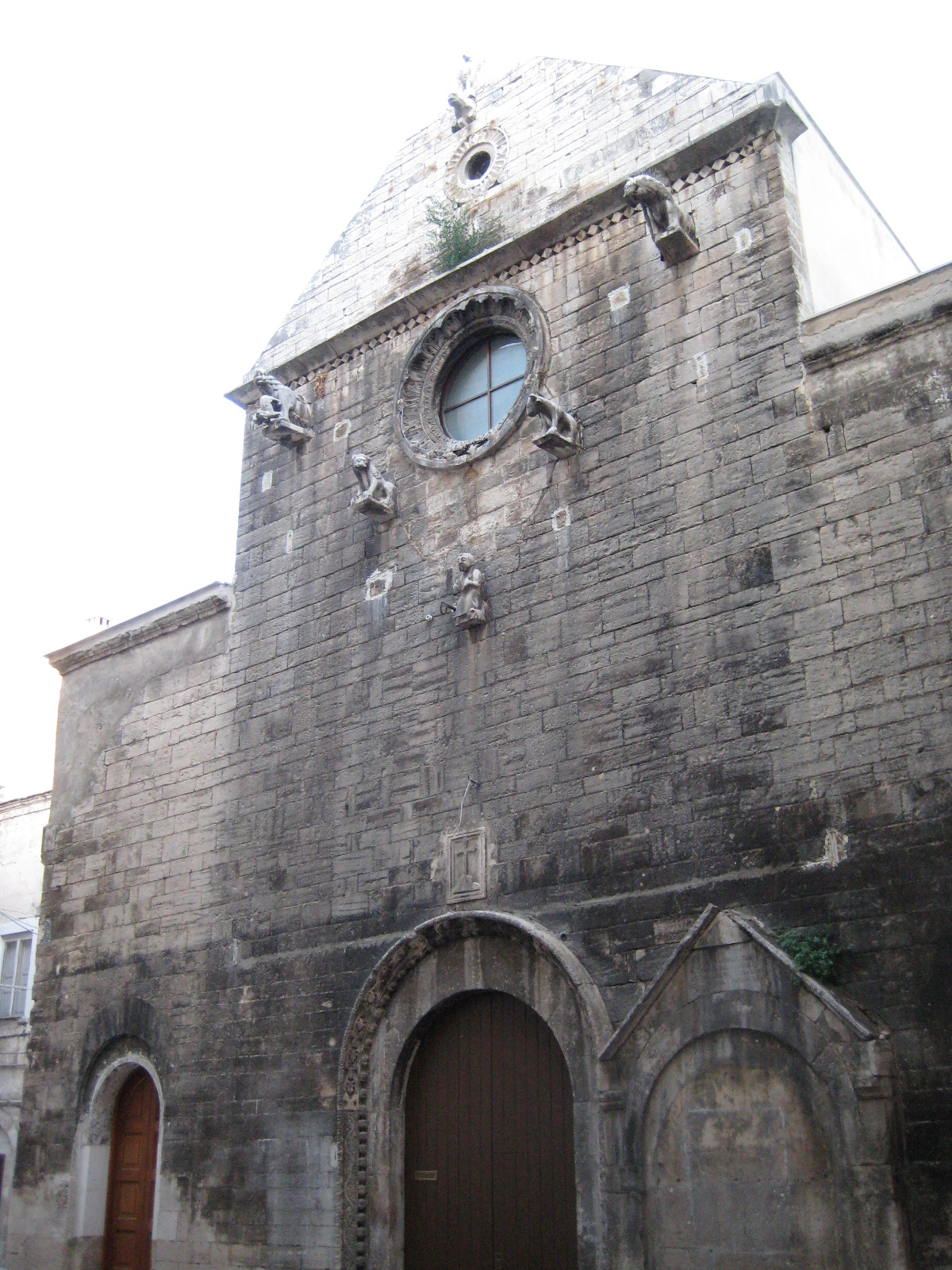
La Chiesa di Sant'Adoeno a Bisceglie
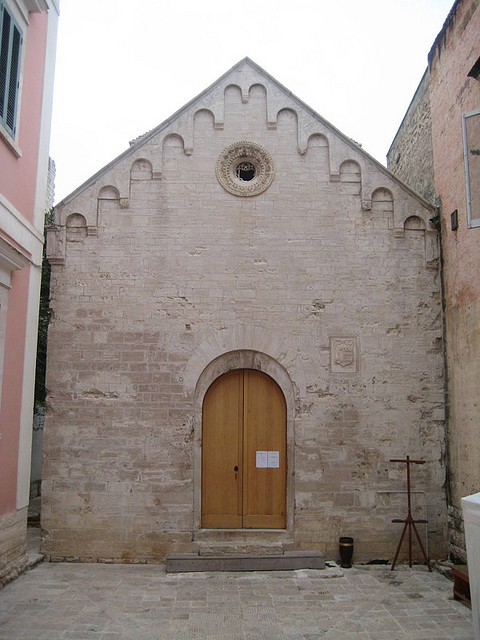
La Chiesa di Santa Margherita a Bisceglie
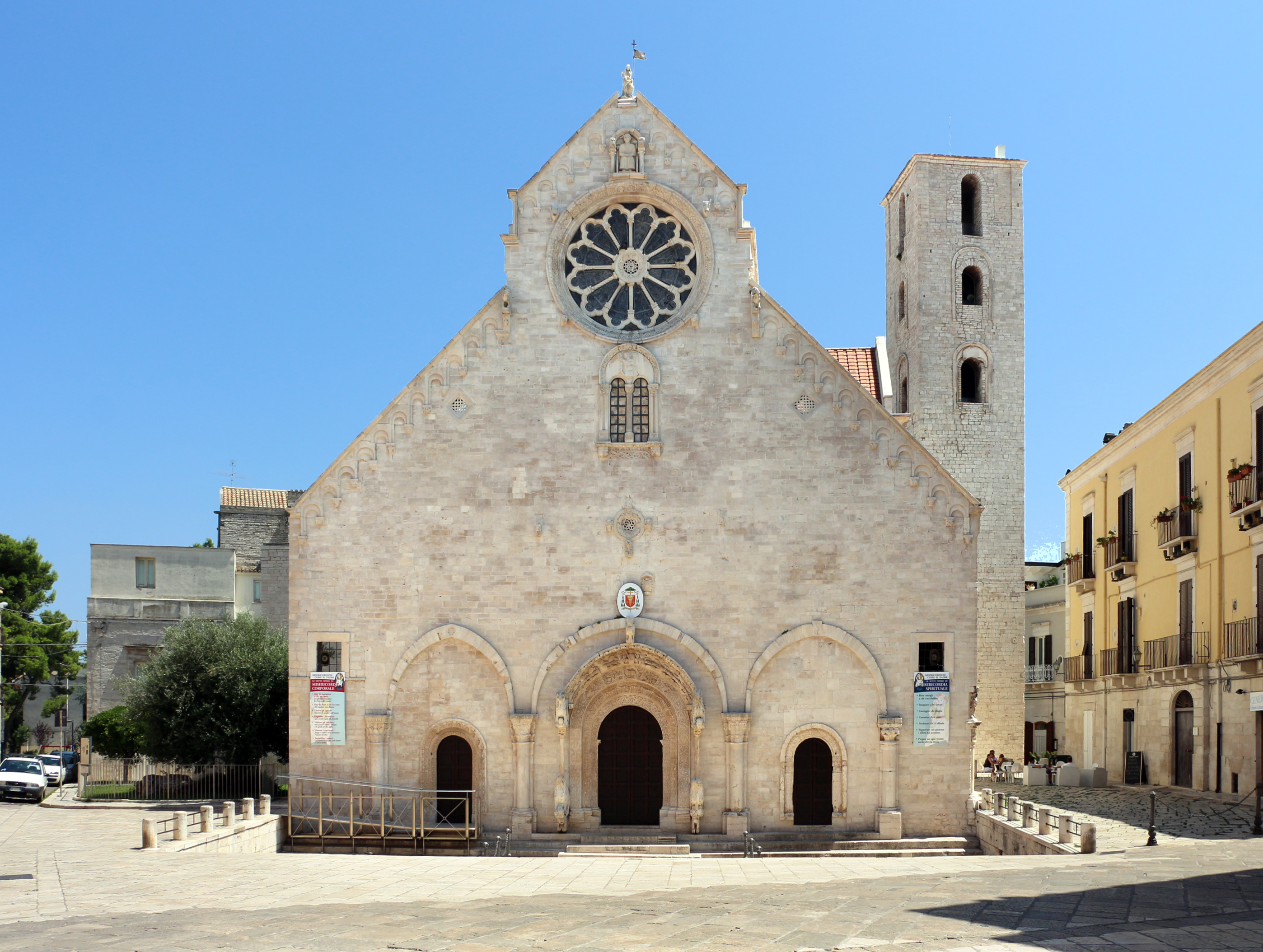
La concattedrale di Ruvo di Puglia
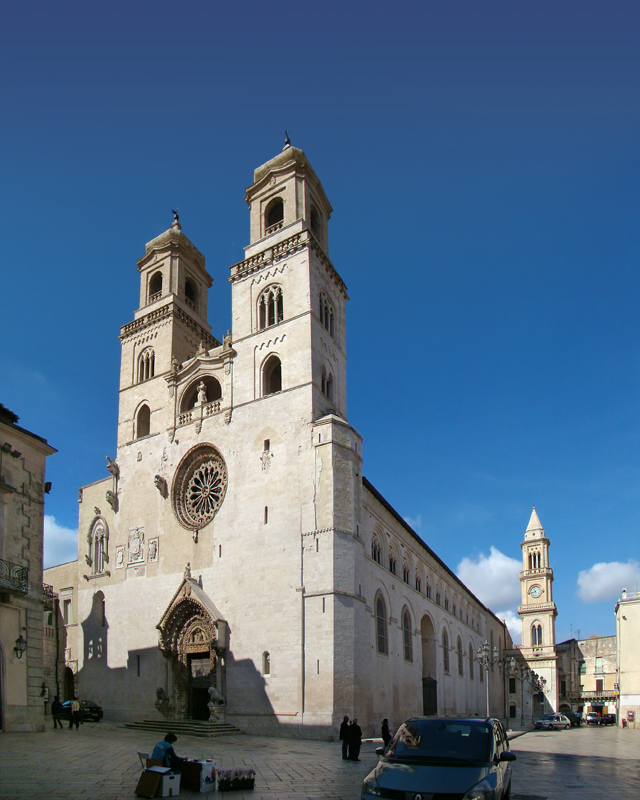
La Cattedrale di Altamura
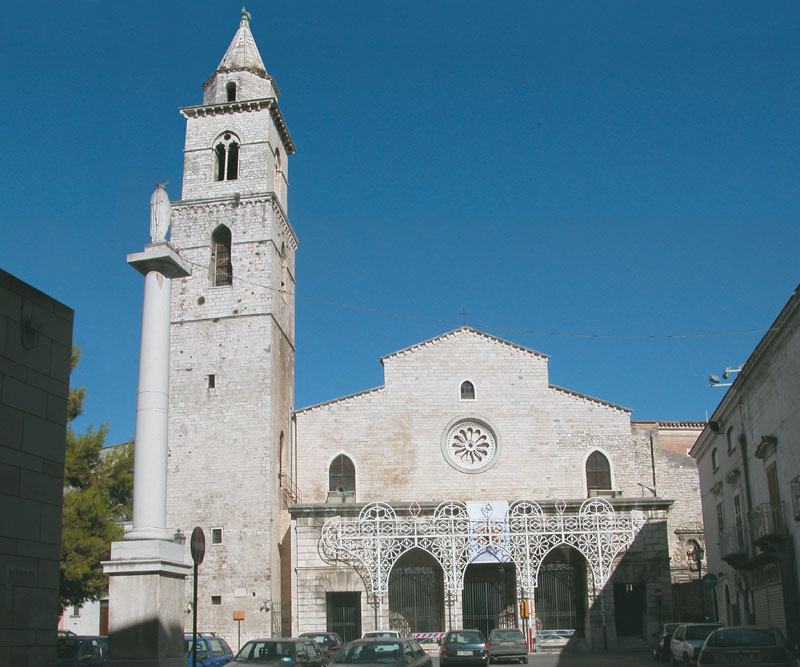
La Cattedrale di Andria
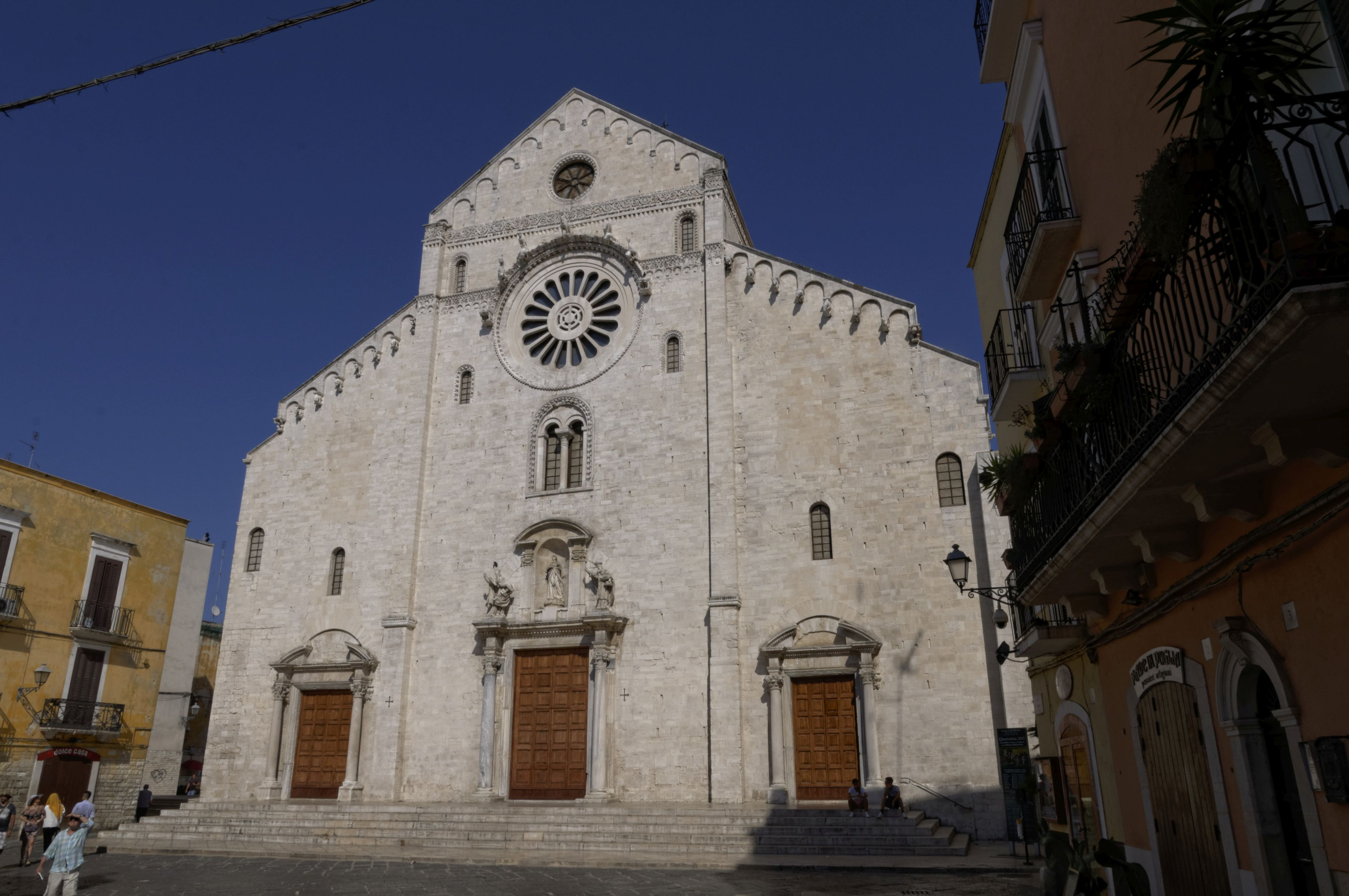
La Cattedrale di San Sabino a Bari
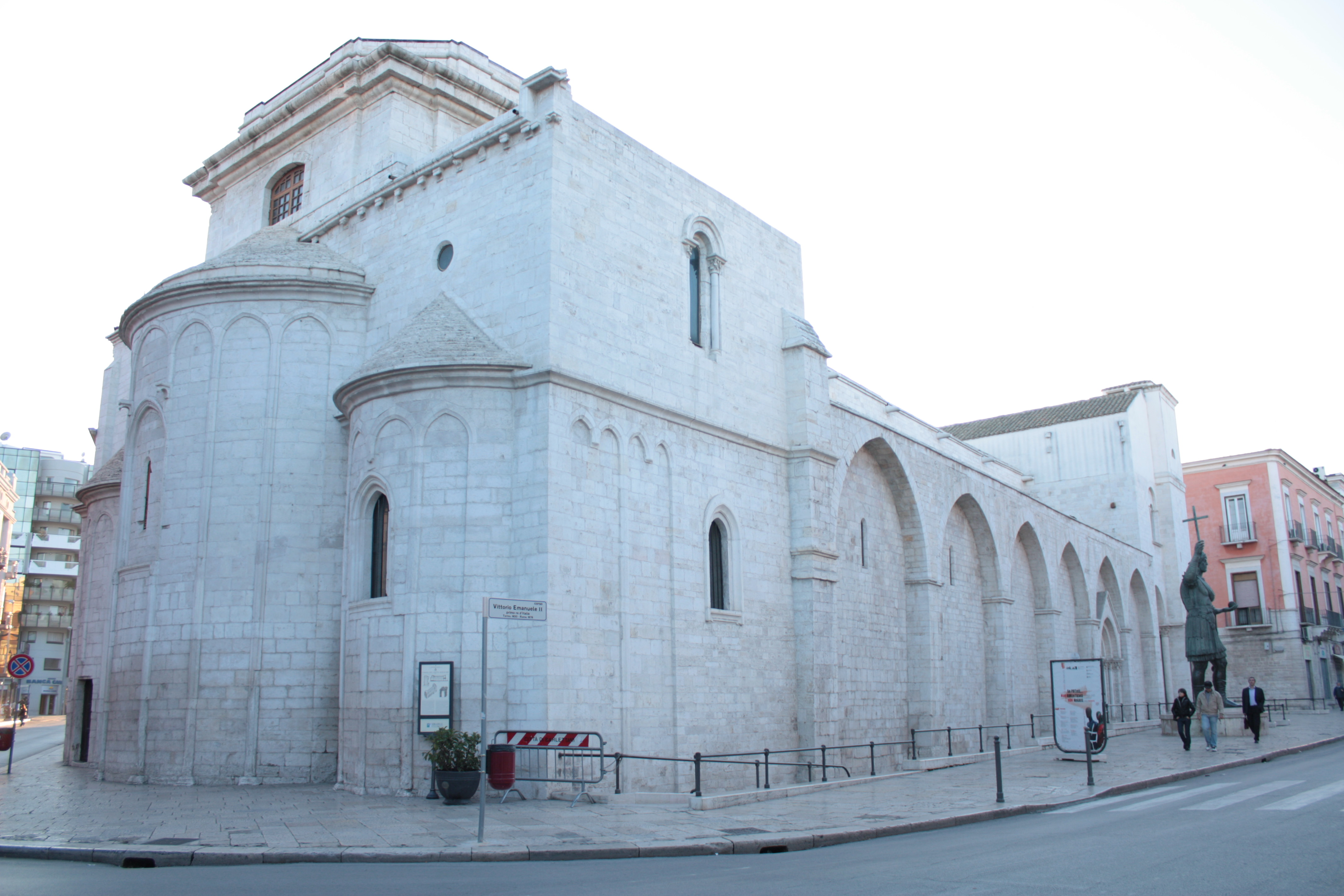
La Basilica del Santo Sepolcro di Barletta
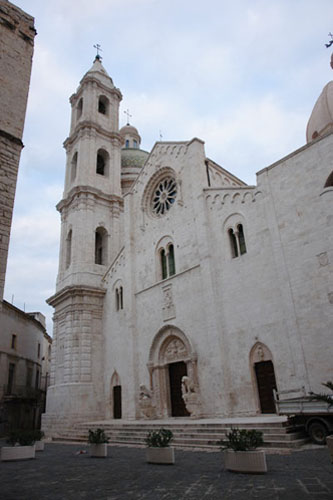
La Chiesa di San Michele Arcangelo di Bitetto
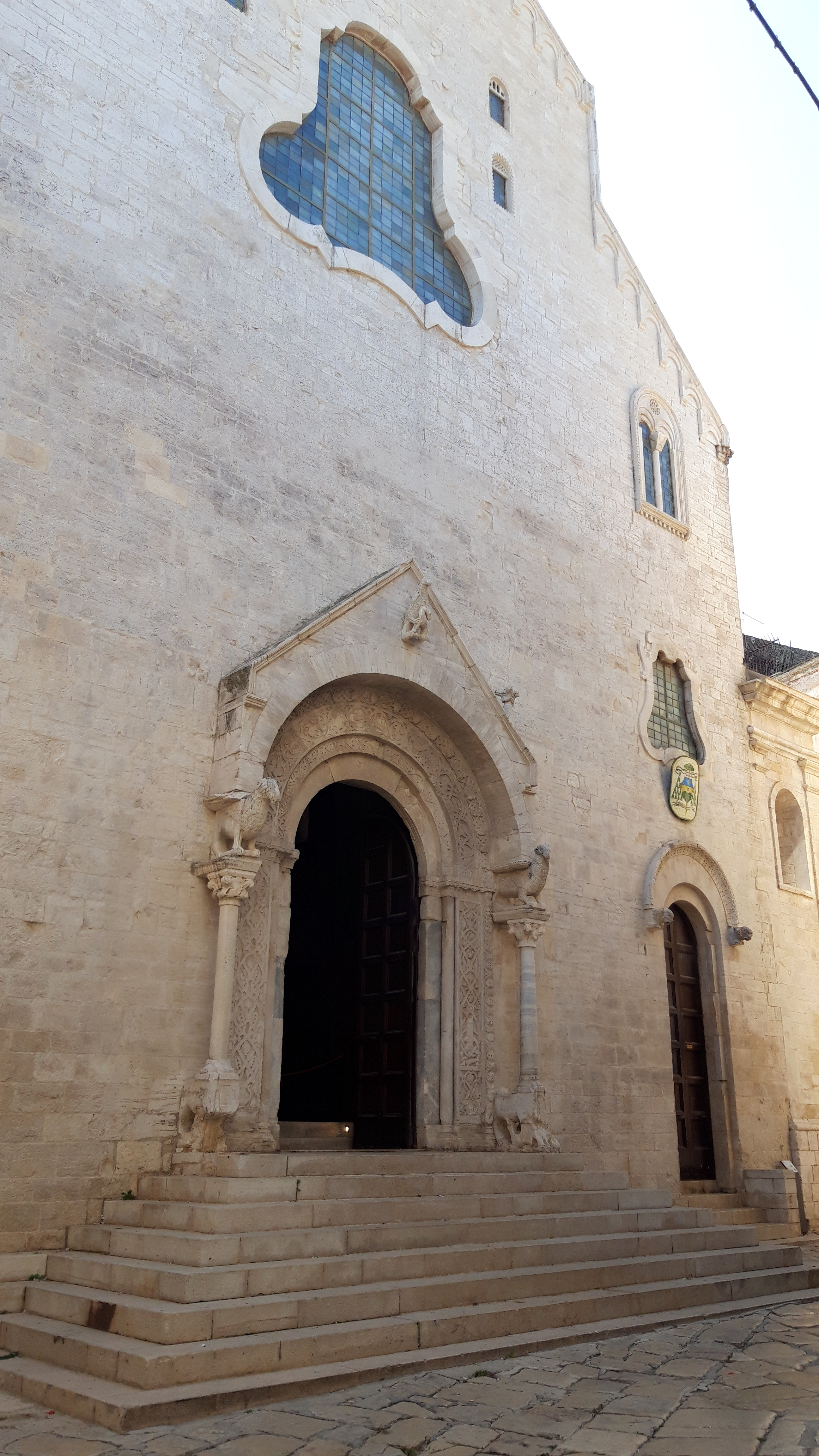
La Concattedrale di Bisceglie
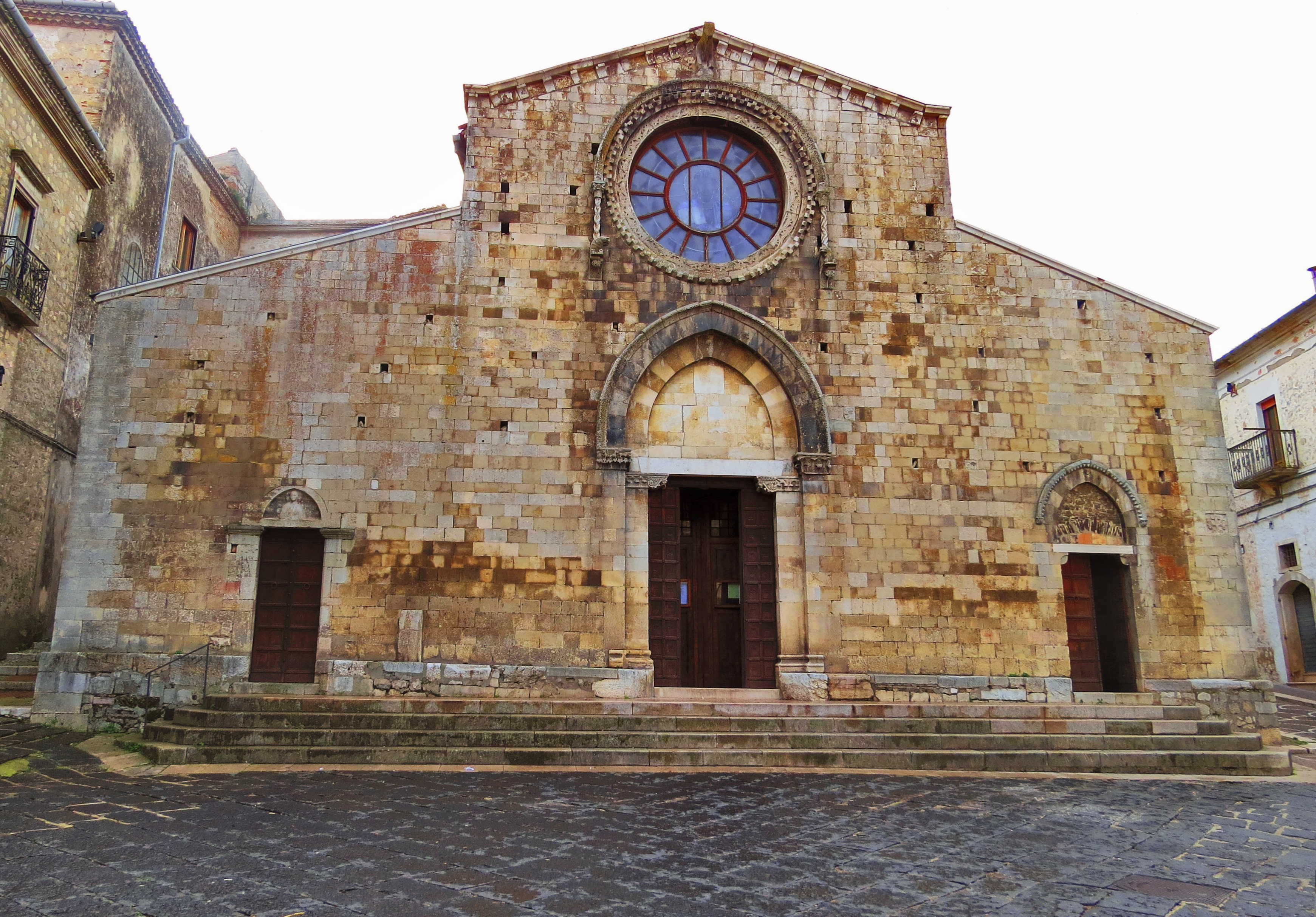
La Concattedrale di Bovino
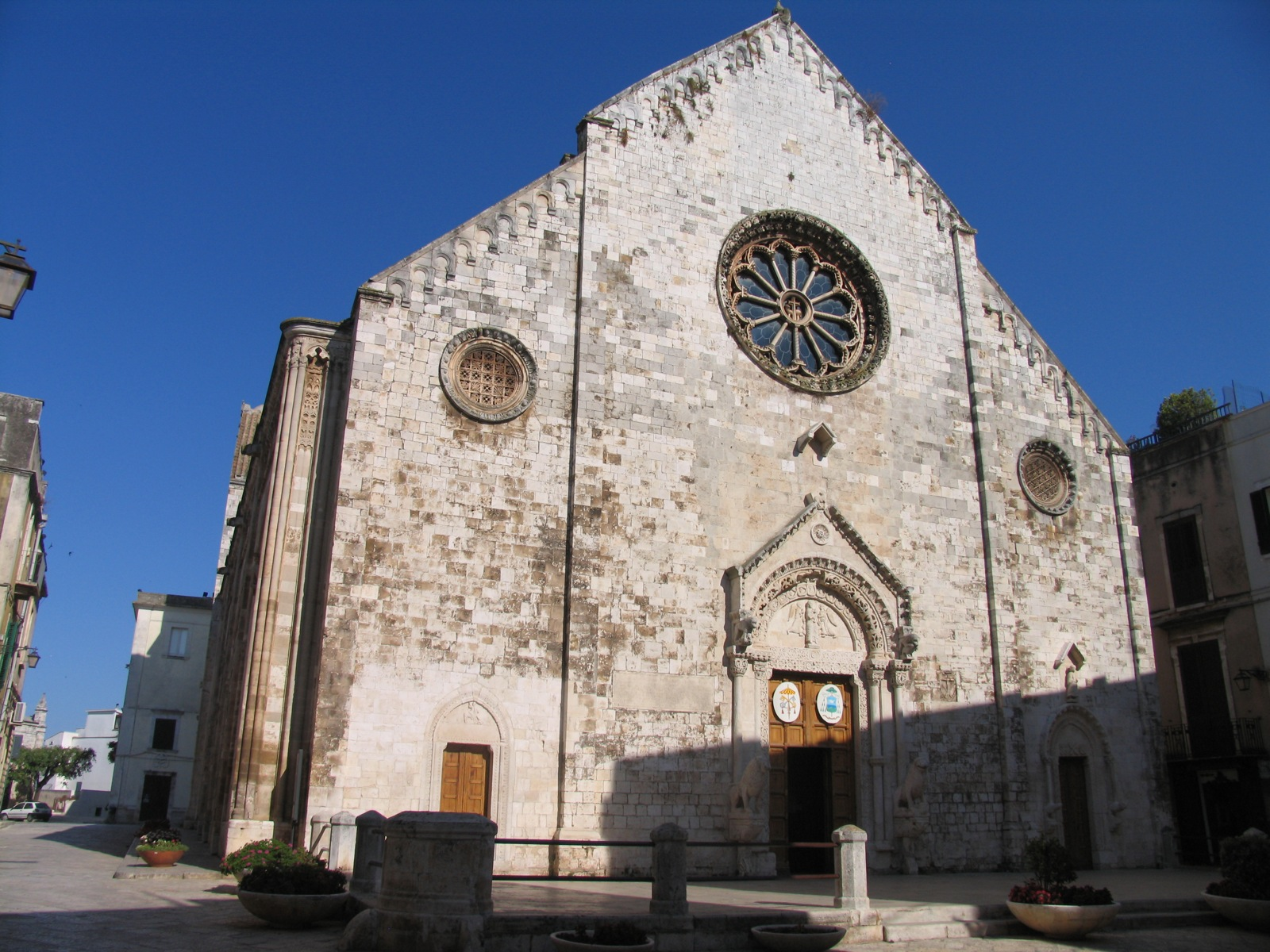
La Cattedrale di Conversano
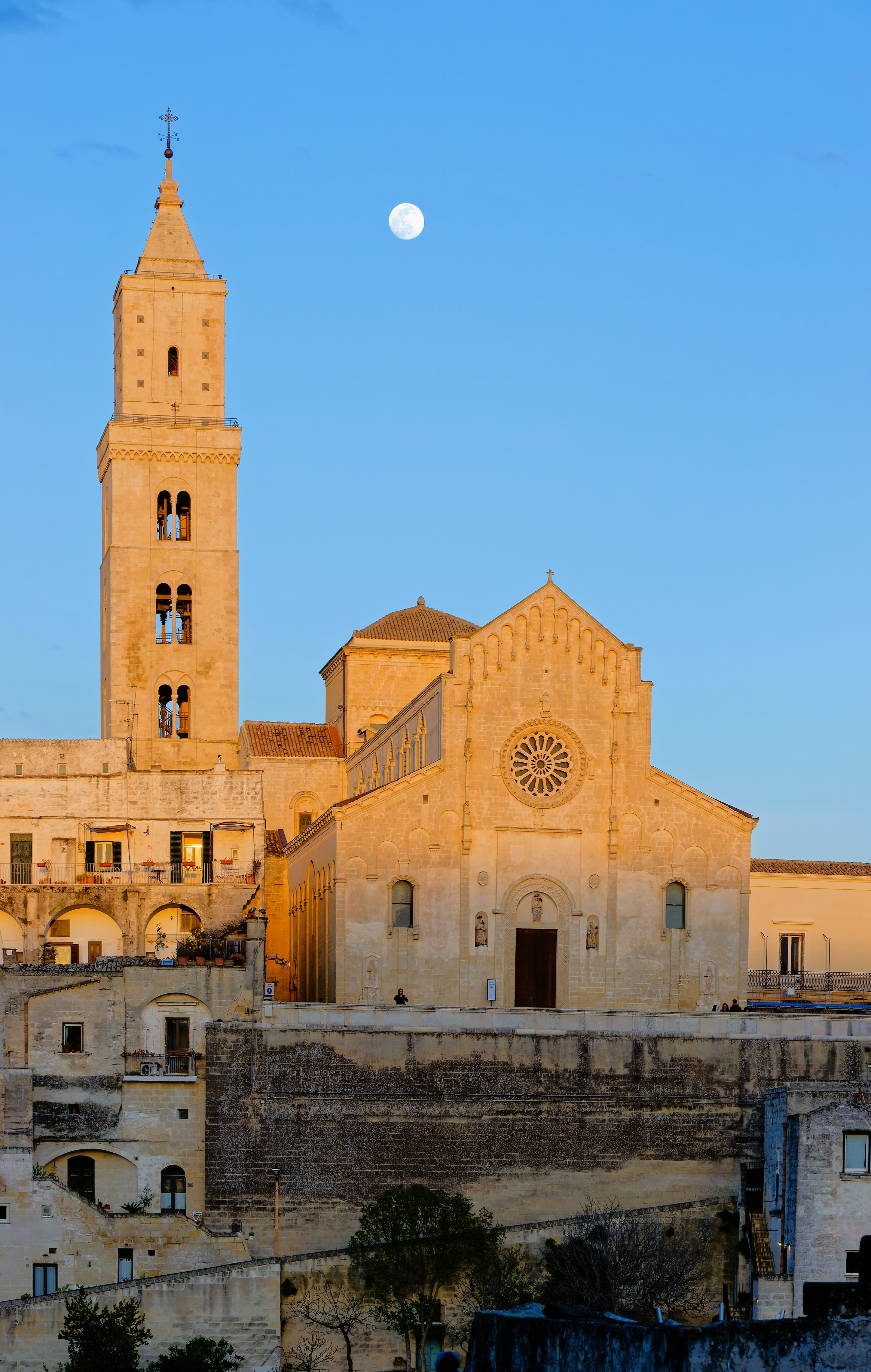
La cattedrale di Matera
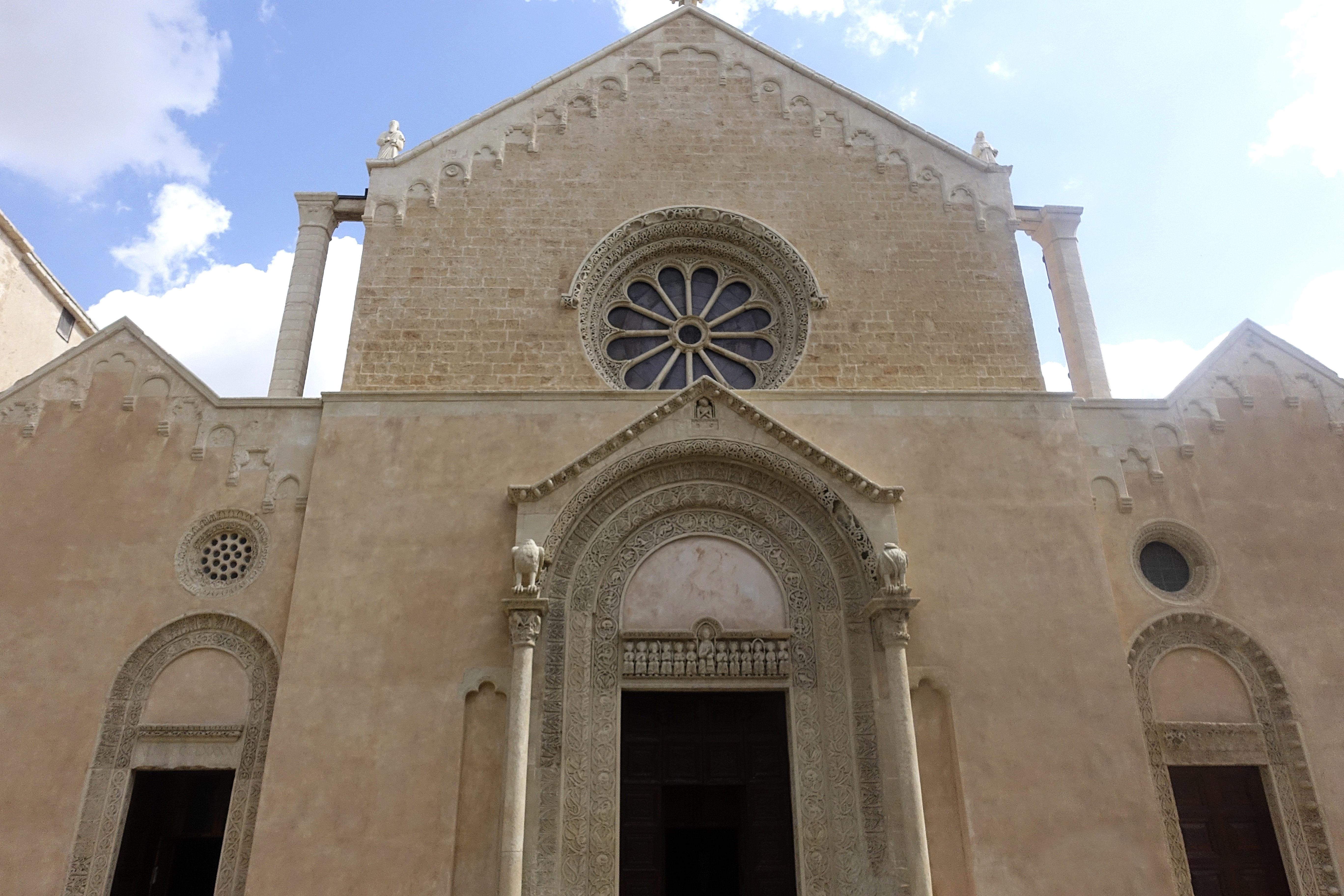
La Basilica di Santa Caterina a Galatina
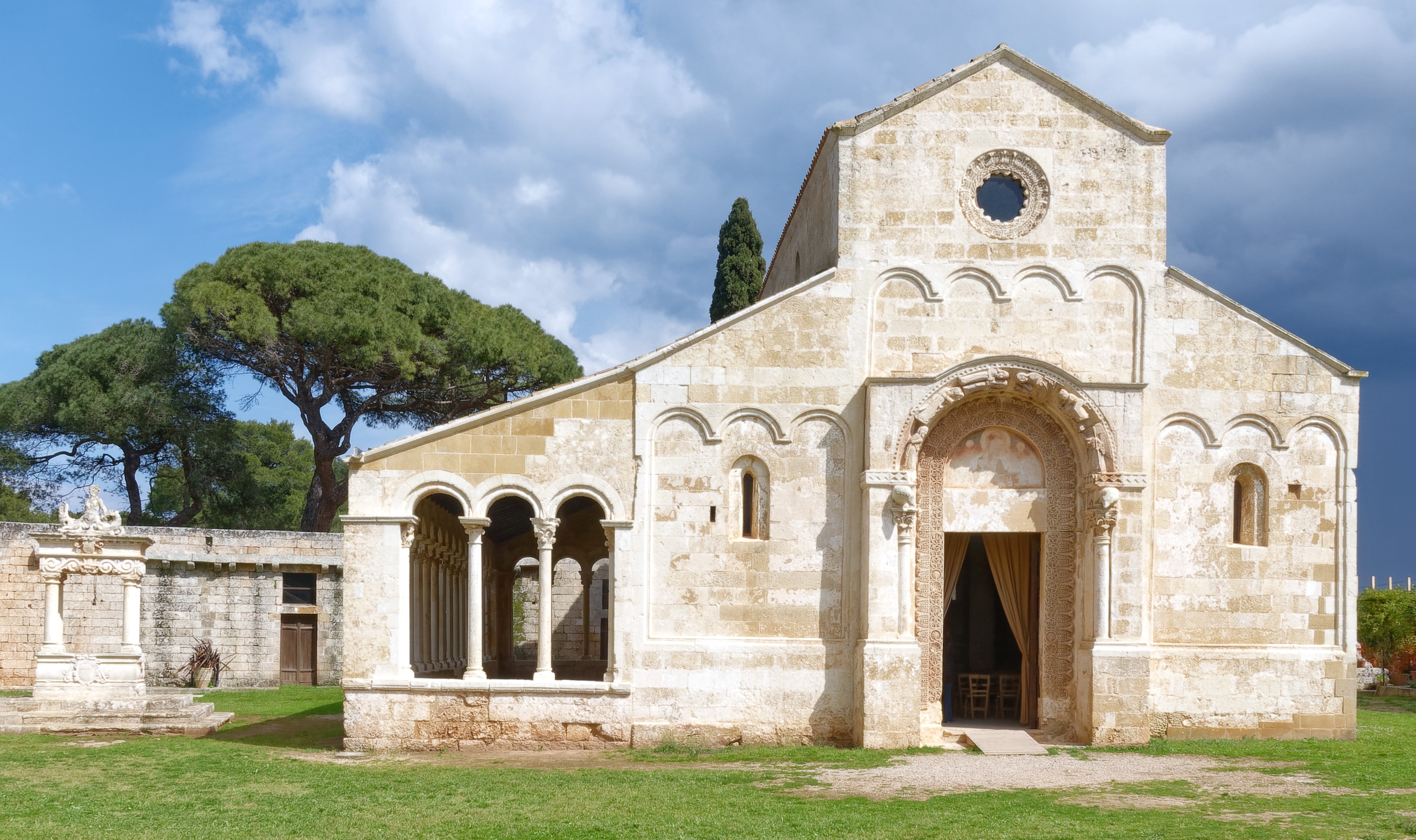
L'Abbazia di Santa Maria a Cerrate
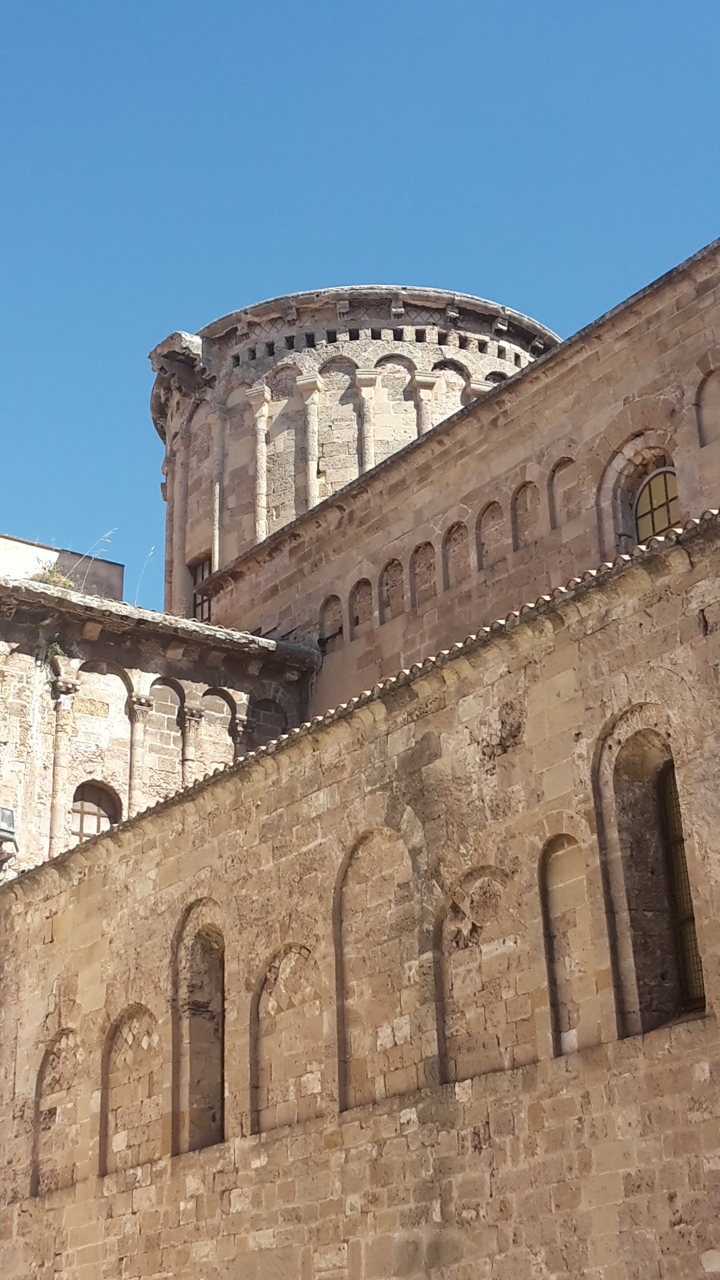
Particolare del fianco della Cattedrale di San Cataldo di Taranto
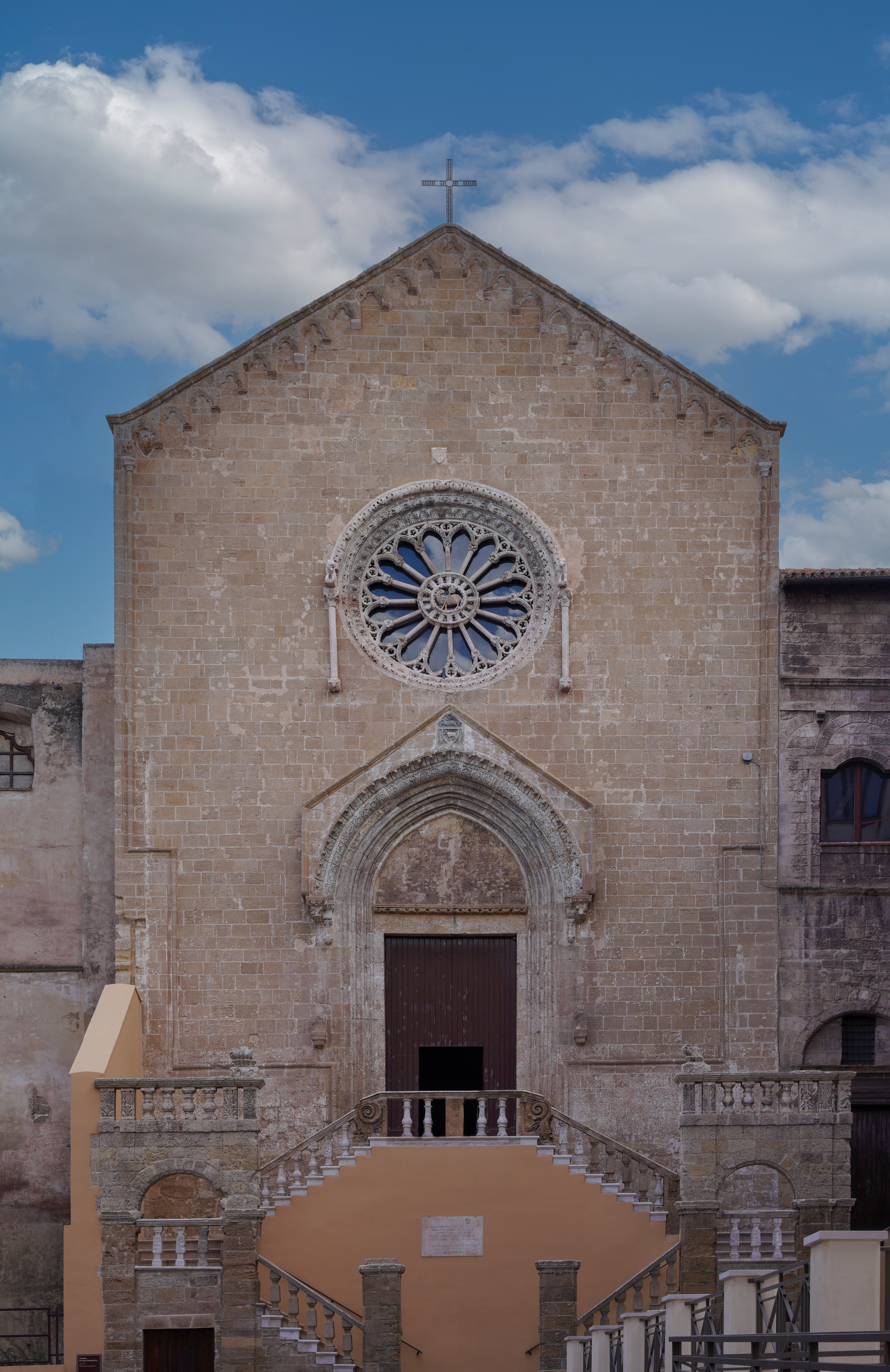
La Chiesa di San Domenico a Taranto
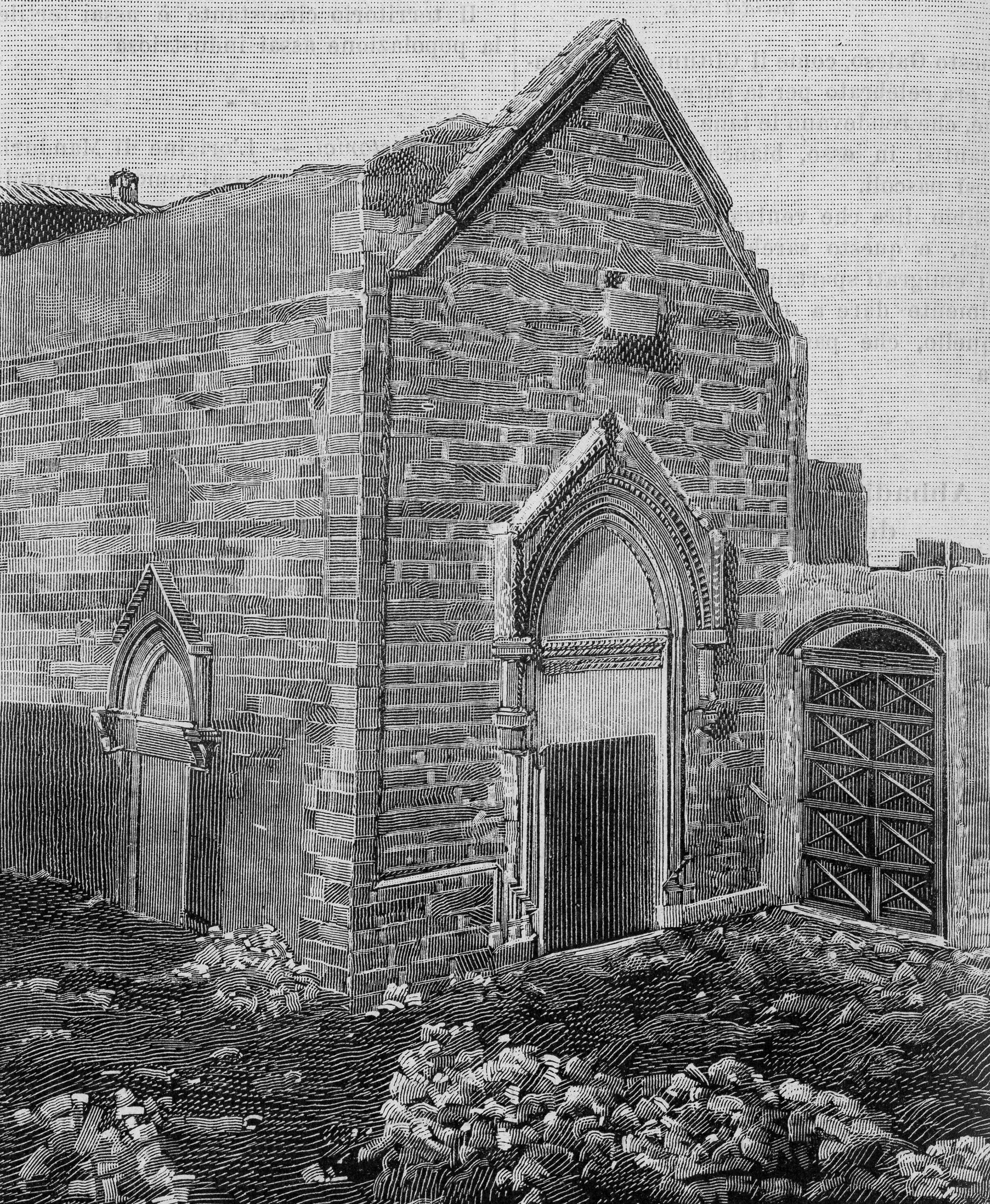
Monastero di Santa Maria della Giustizia a Taranto
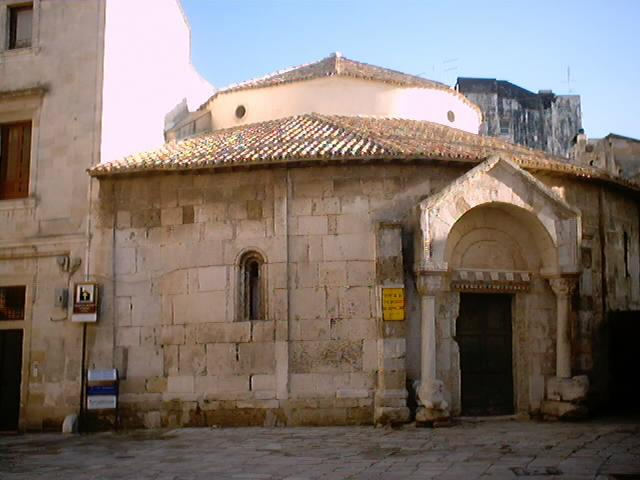
La Chiesa di San Giovanni al Sepolcro a Brindisi
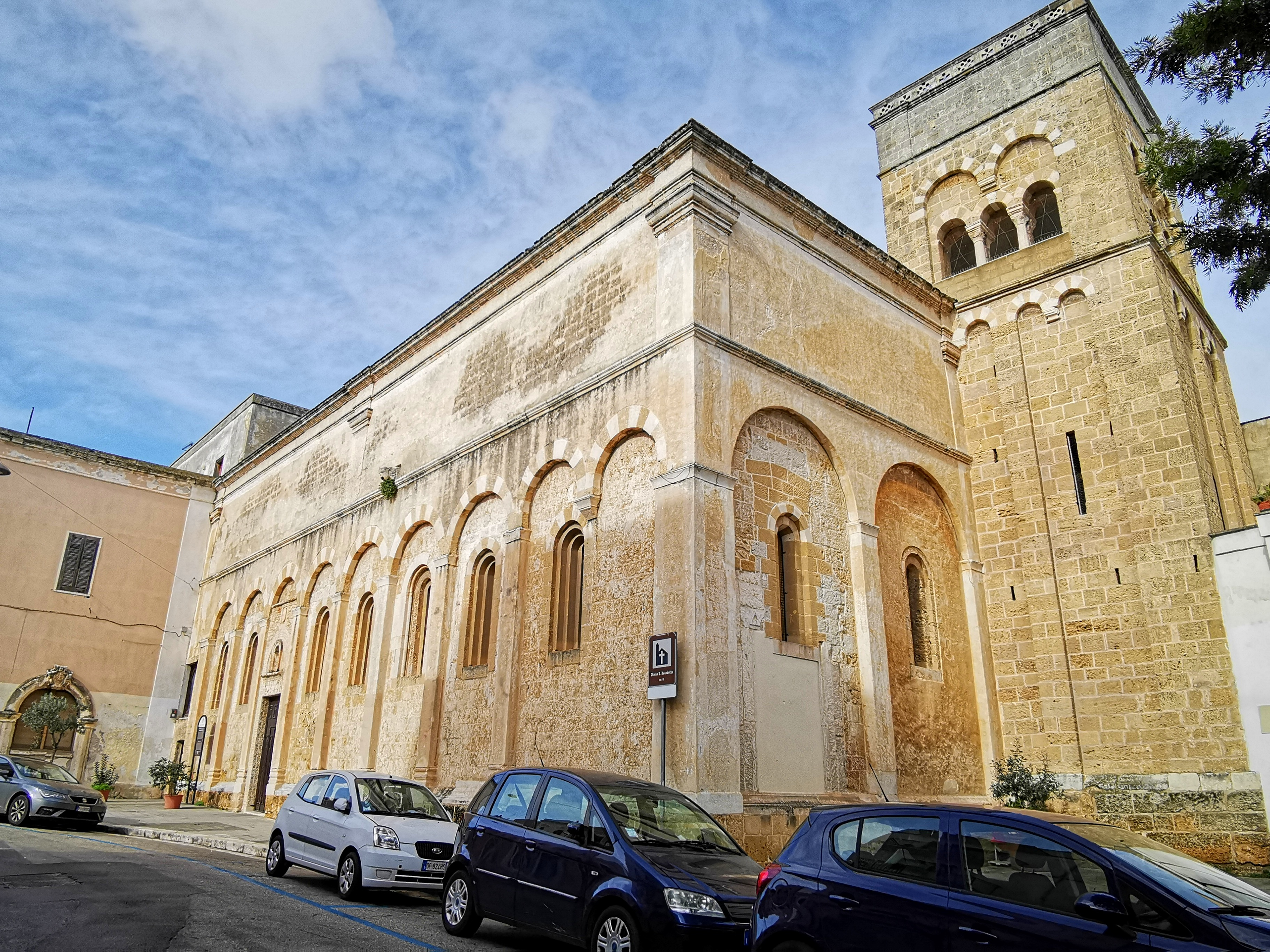
La Chiesa di San Benedetto a Brindisi
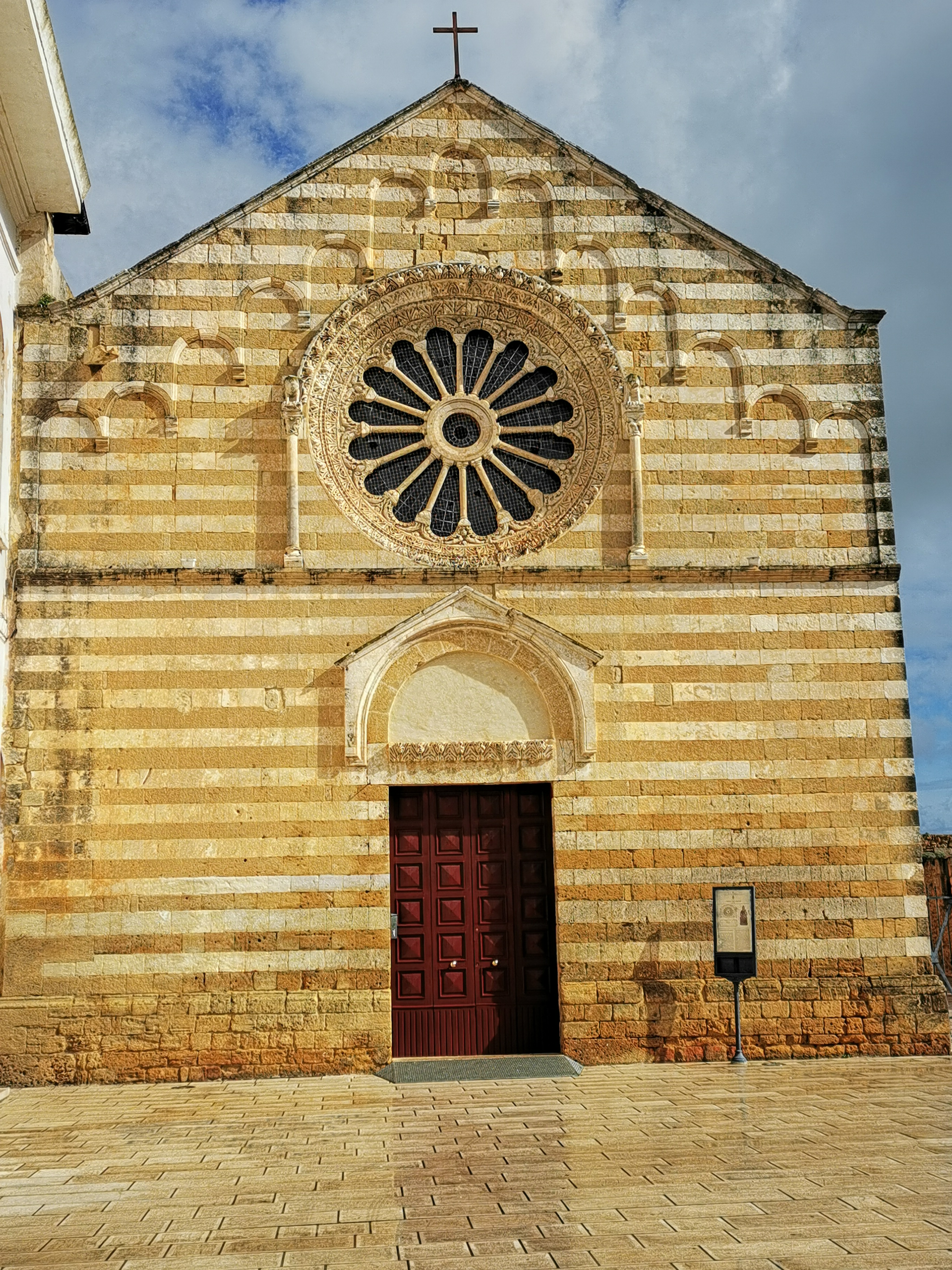
La Chiesa del Cristo (o del Crocifisso) a Brindisi
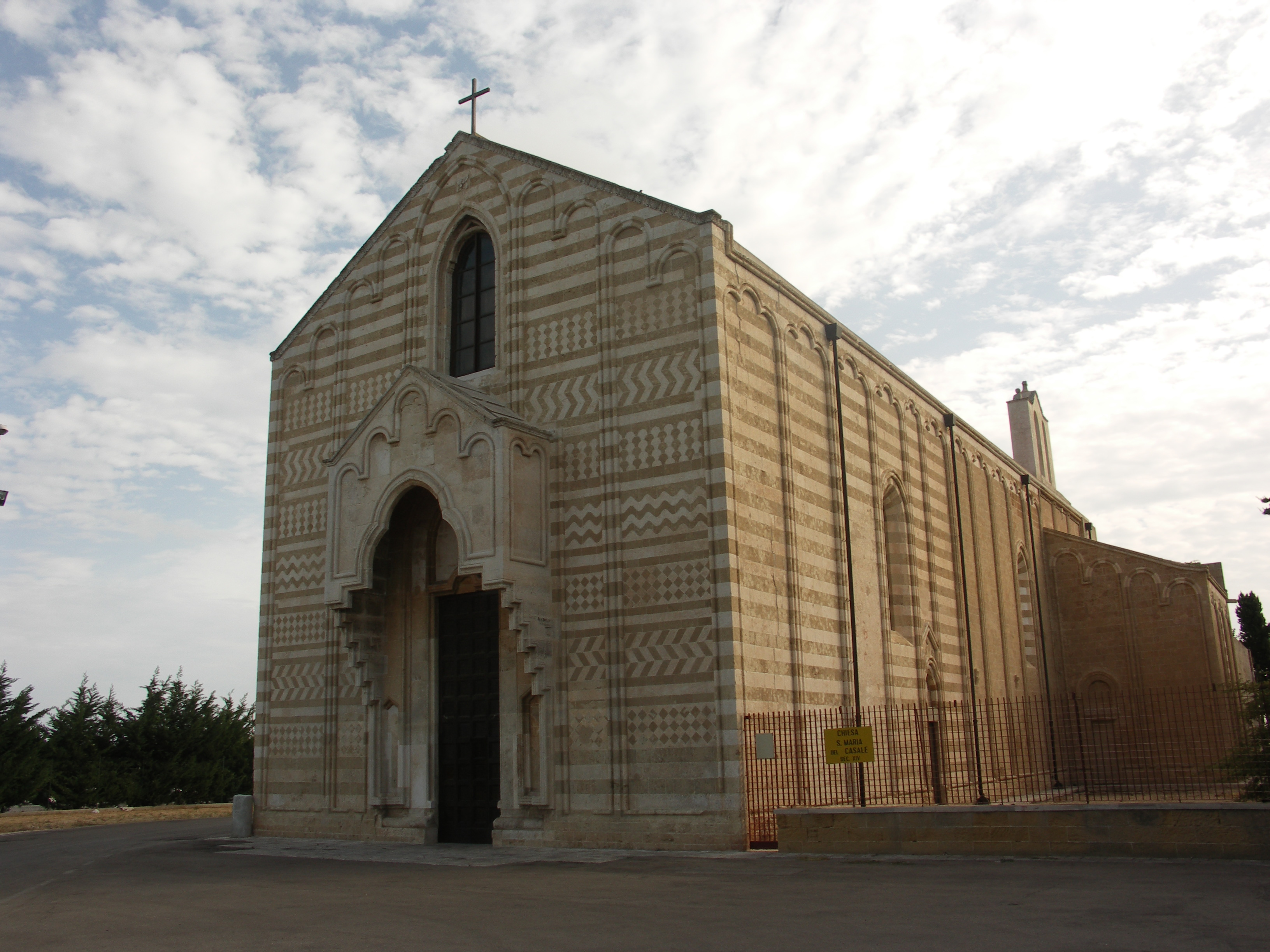
La Chiesa di Santa Maria del Casale a Brindisi
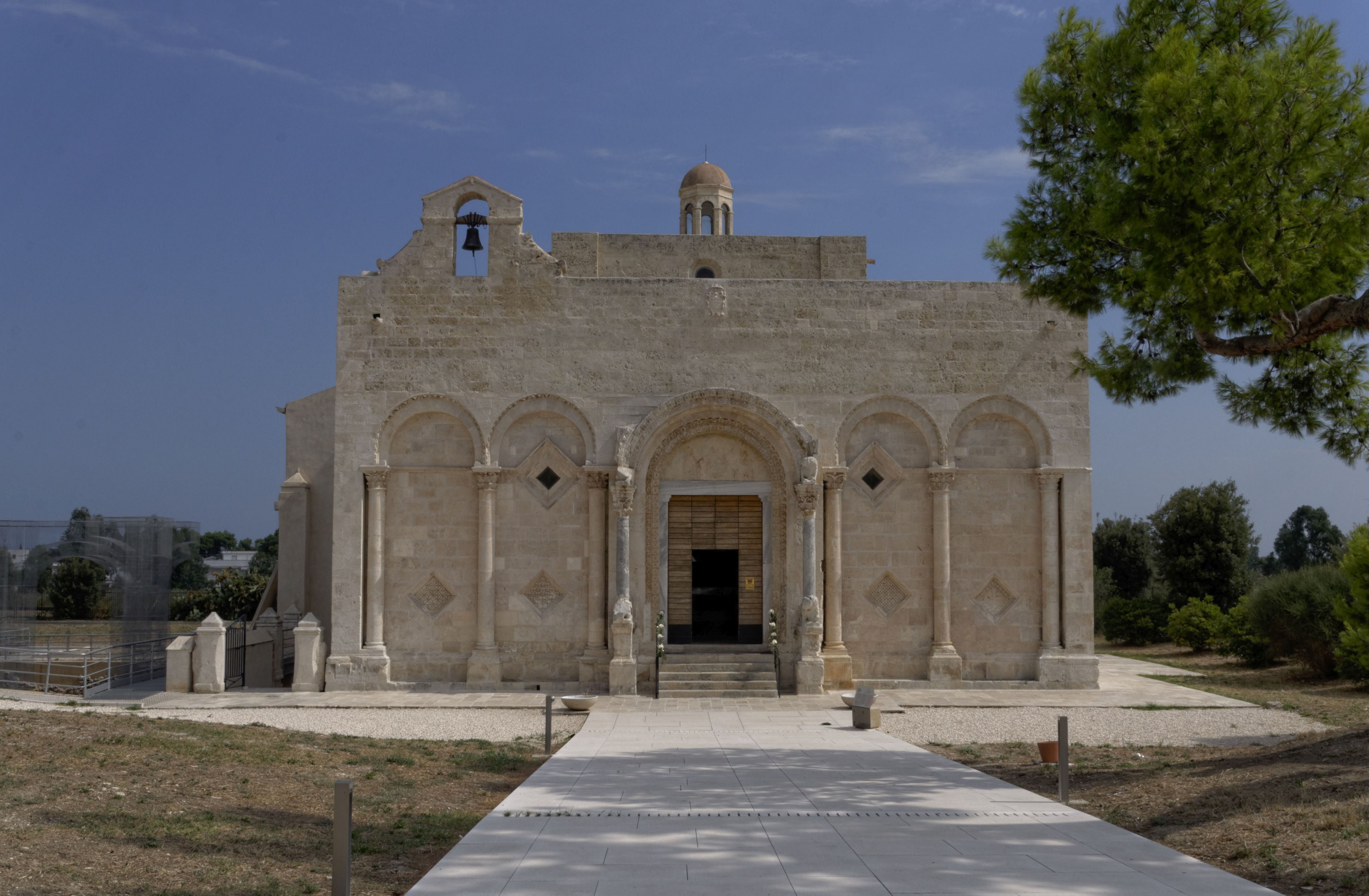
La Basilica di Santa Maria di Siponto a Manfredonia
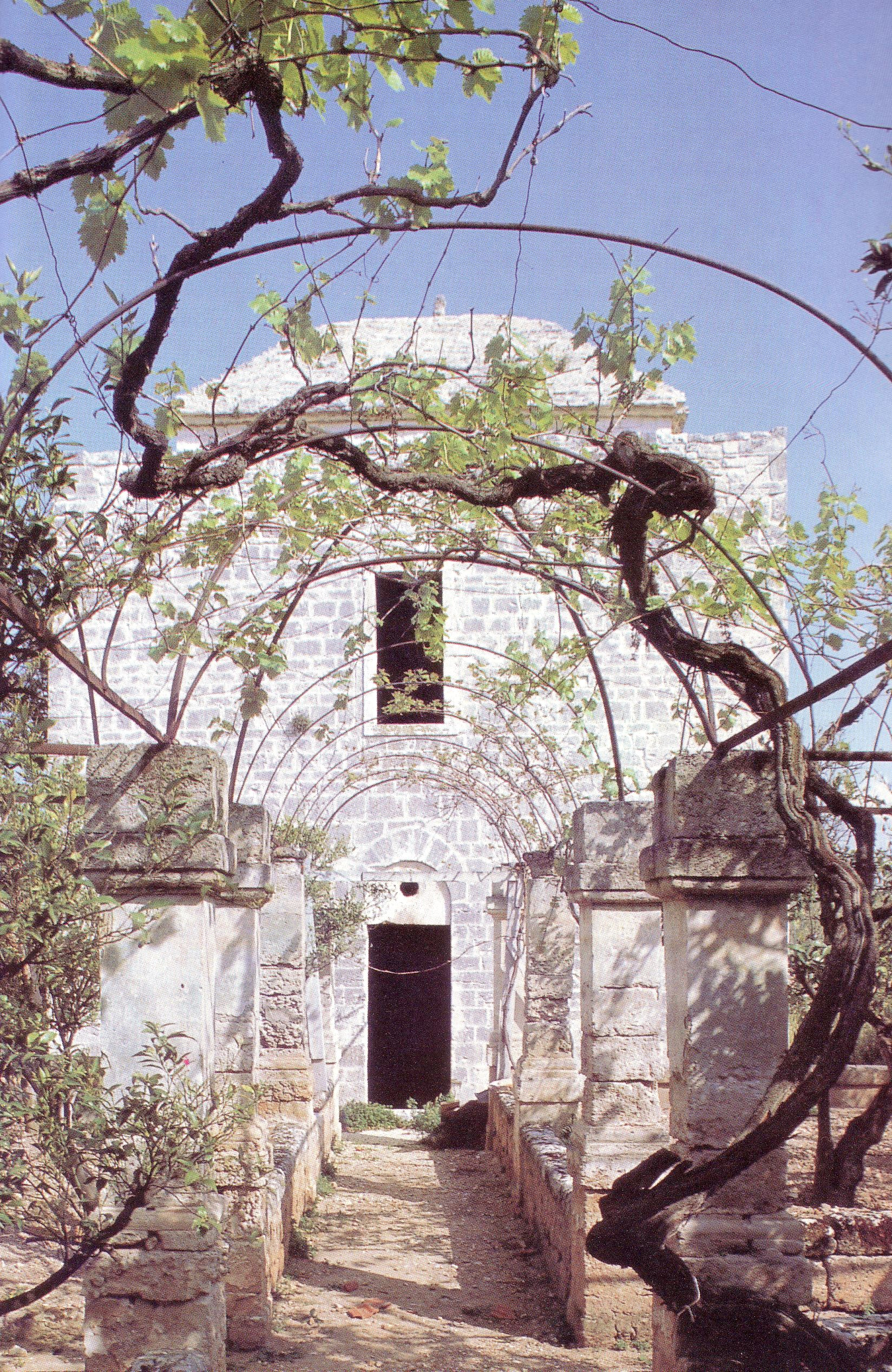
La Chiesa di Santa Maria di Giano a Trani
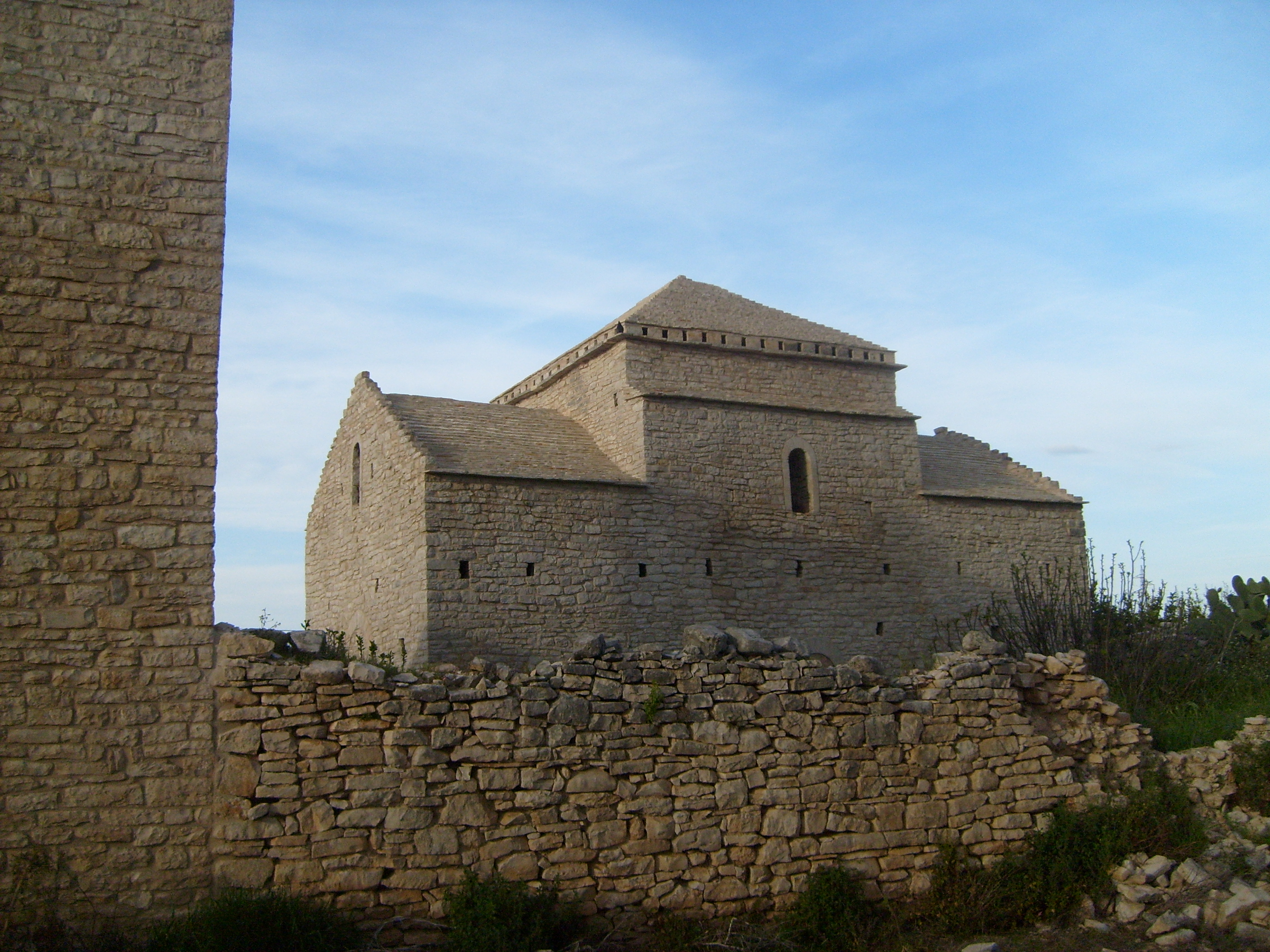
La Chiesa di Ognissanti di Pacciano a Bisceglie
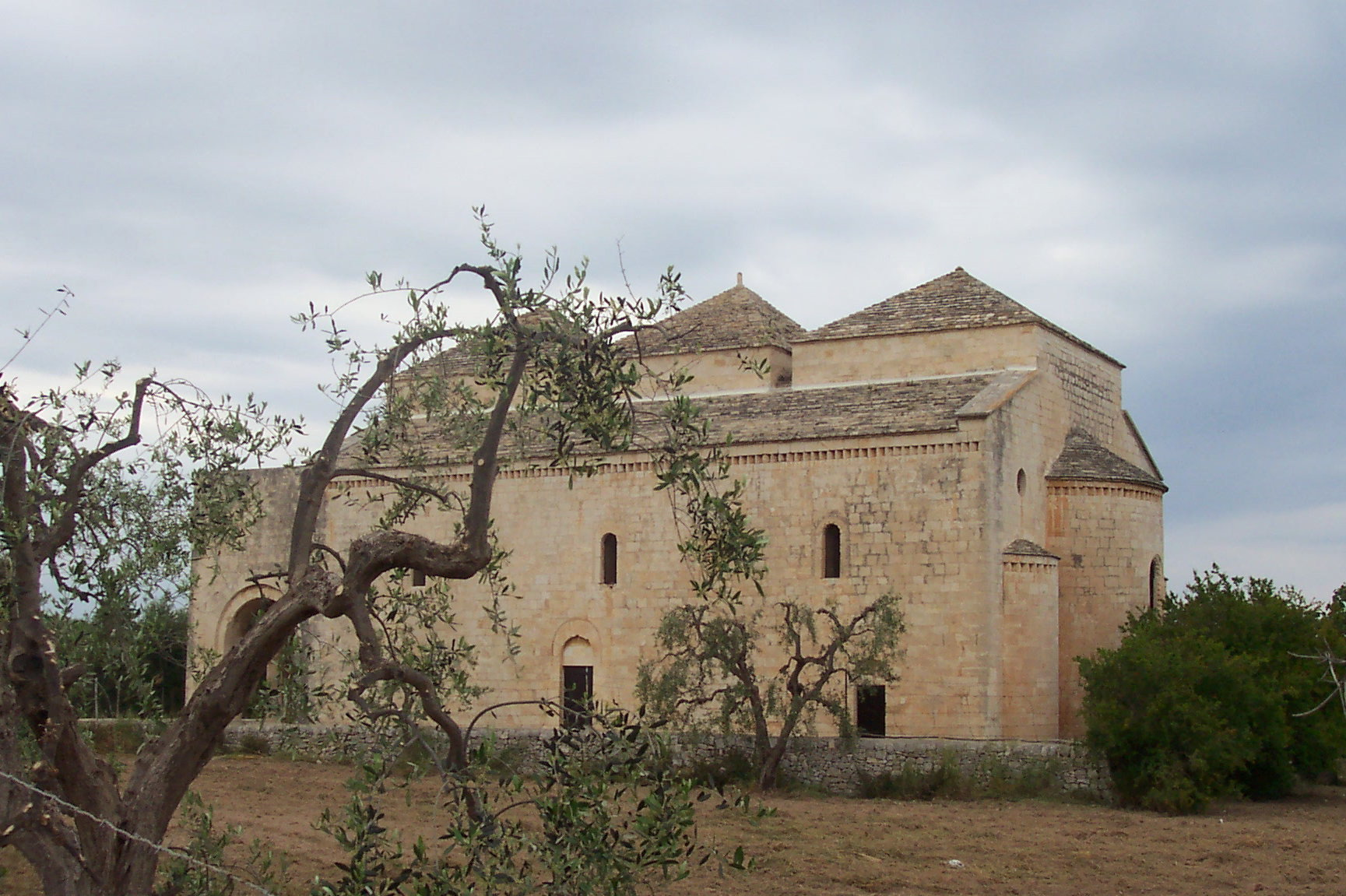
La Chiesa di Ognissanti di Valenzano
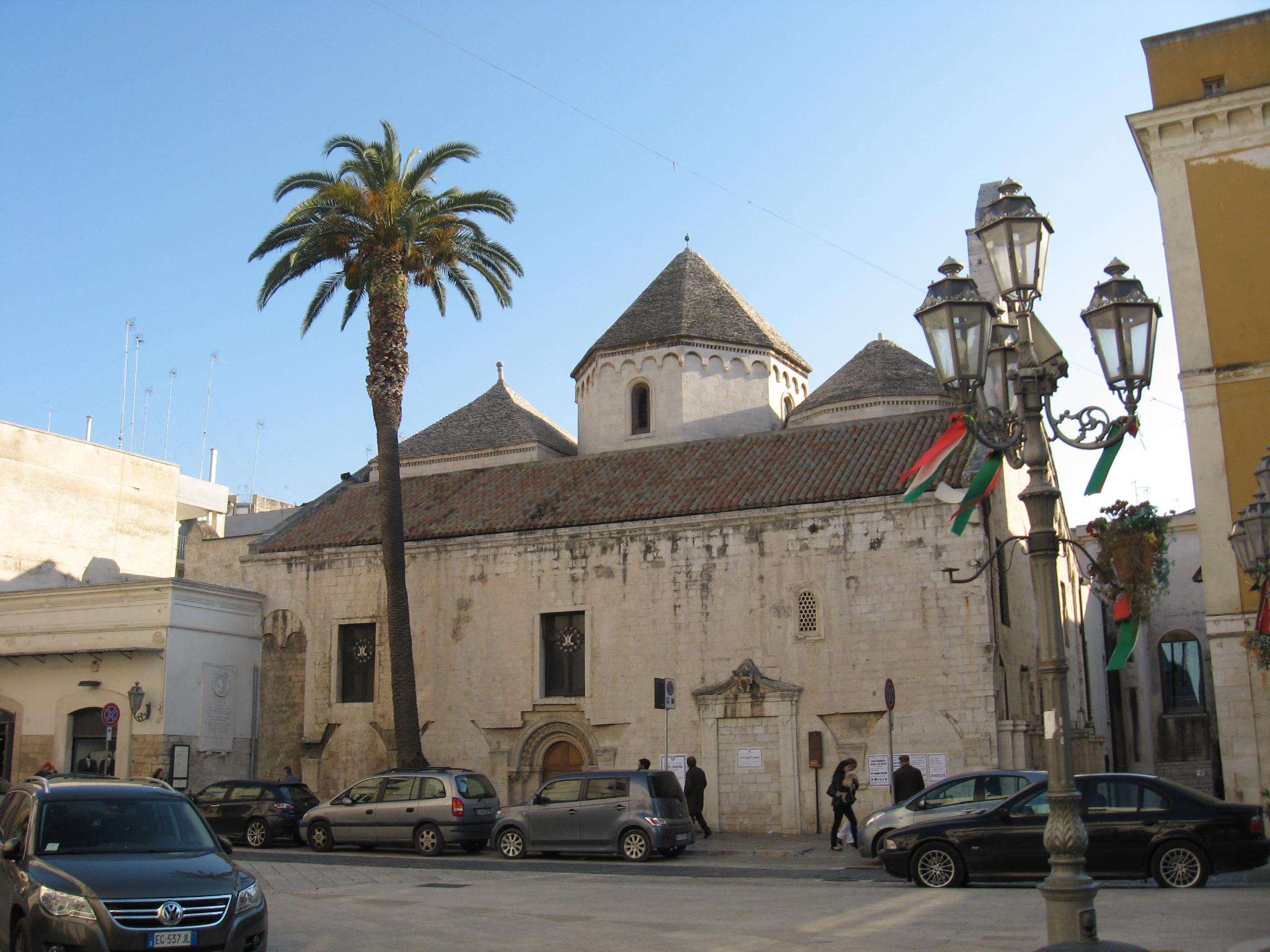
La Chiesa di San Francesco a Trani
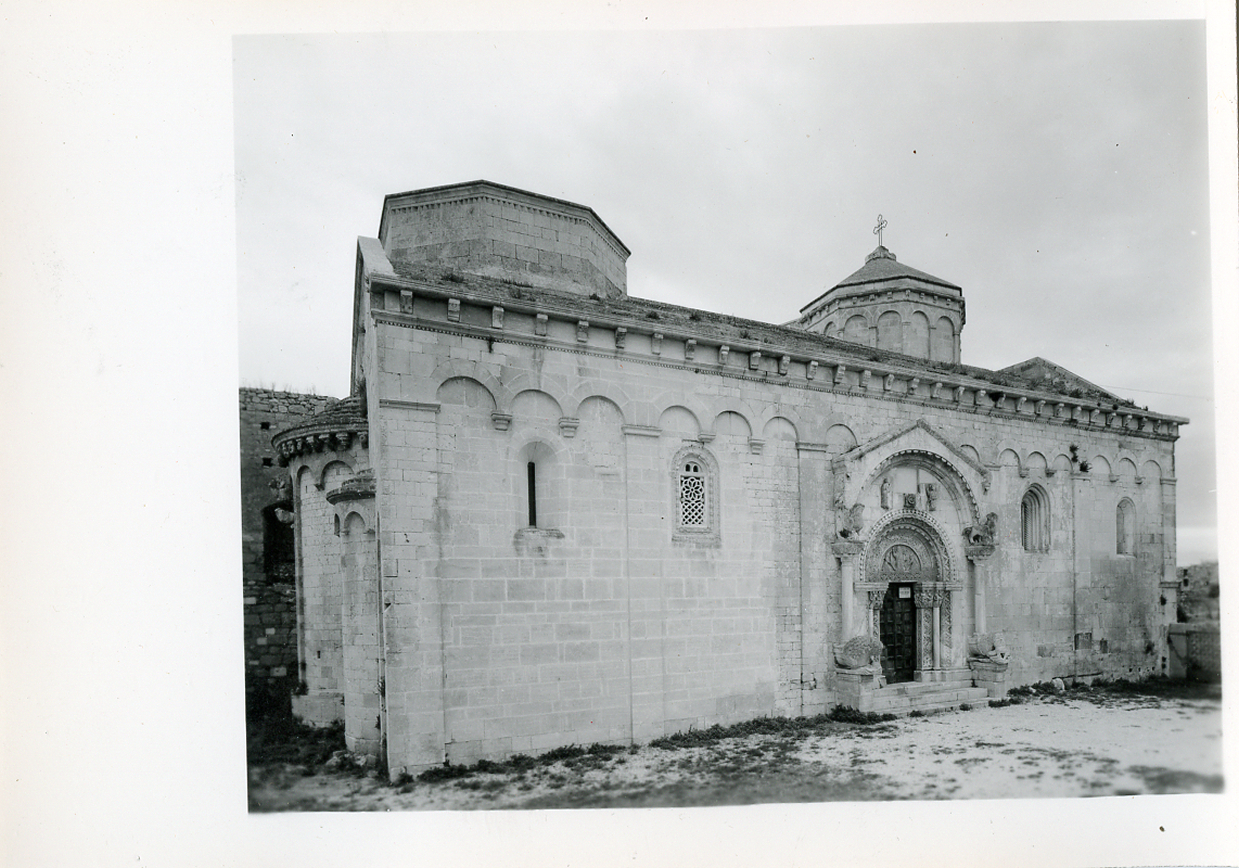
La Chiesa di San Leonardo di Siponto a Manfredonia
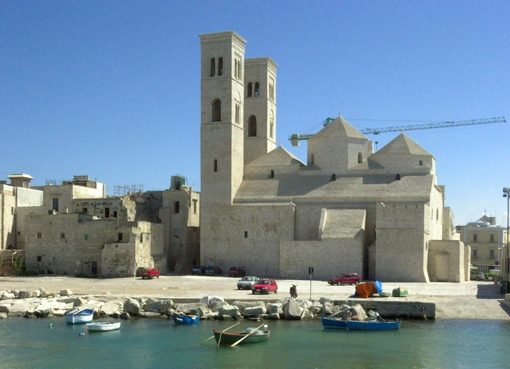
Il duomo di Molfetta
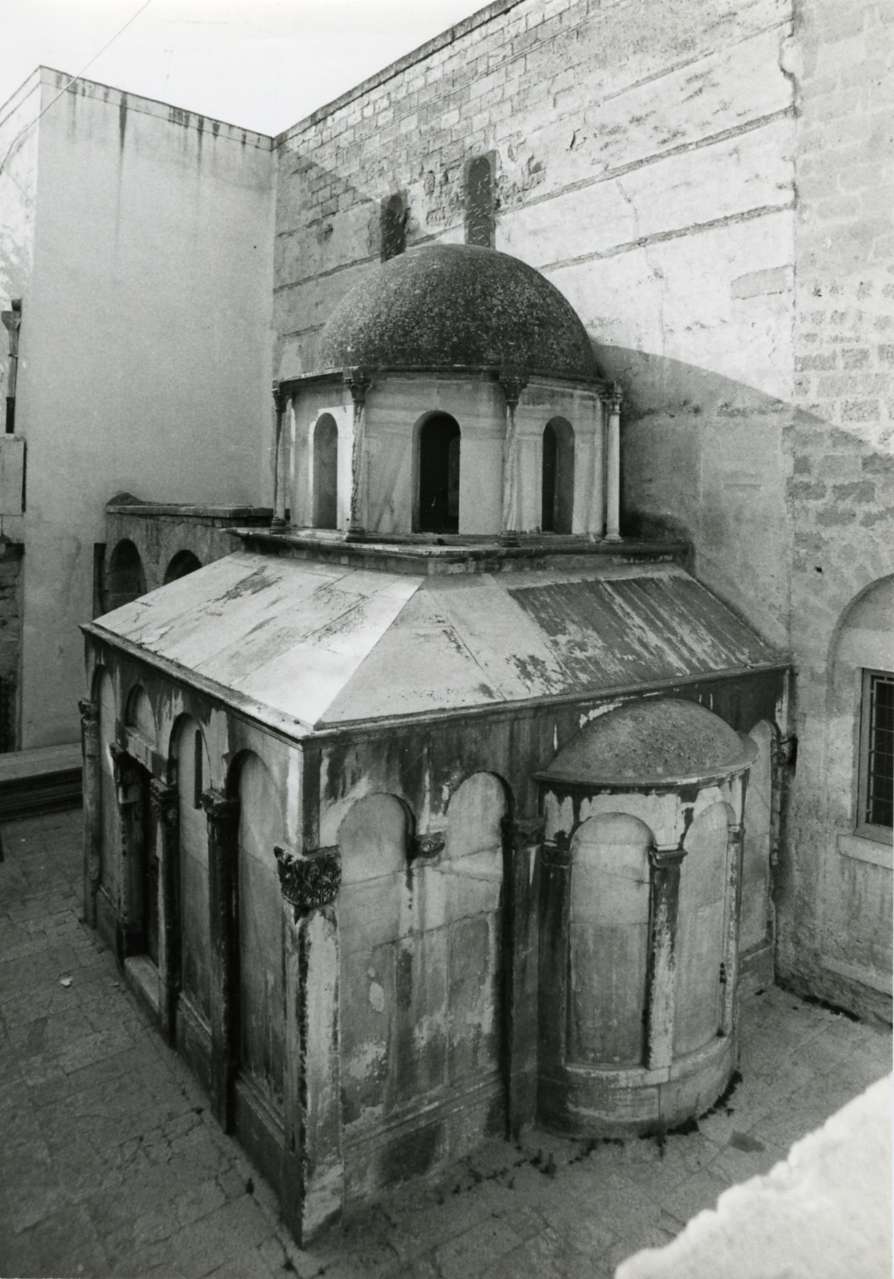
Il Mausoleo di Boemondo nella Basilica di San Sabino a Canosa
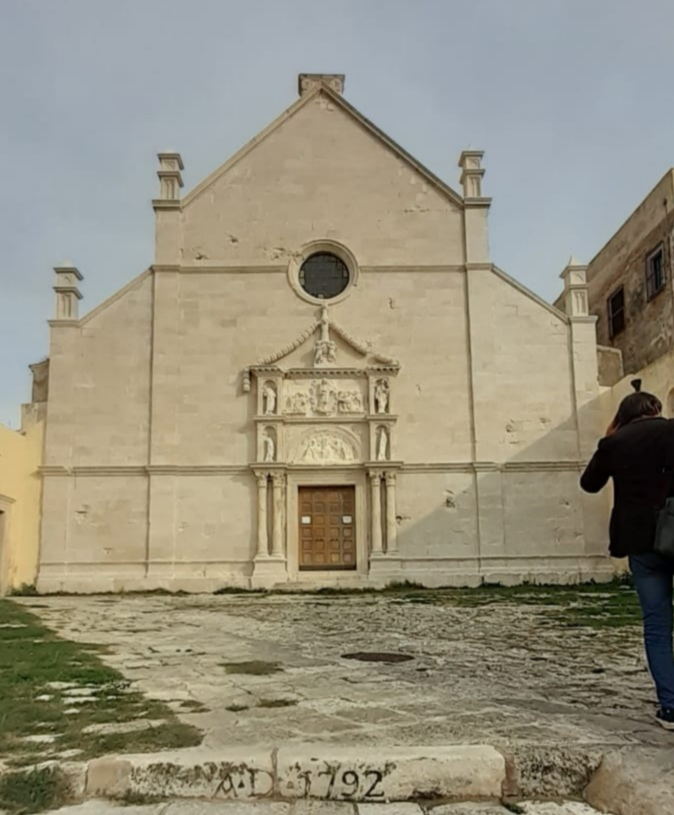
La Chiesa di Santa Maria a Mare alle Isole Tremiti
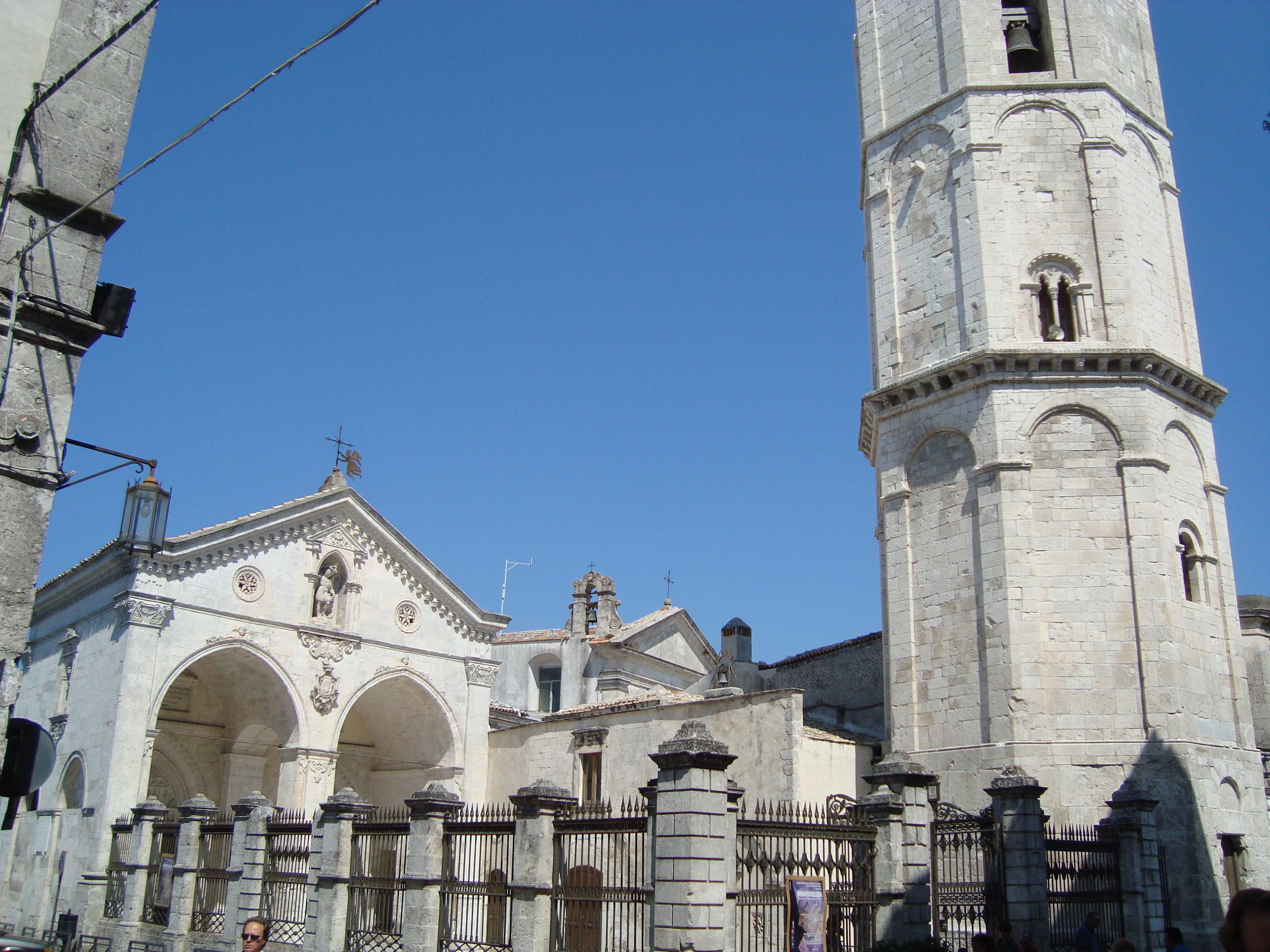
Il Santuario di San Michele Arcangelo a Monte sant'Angelo
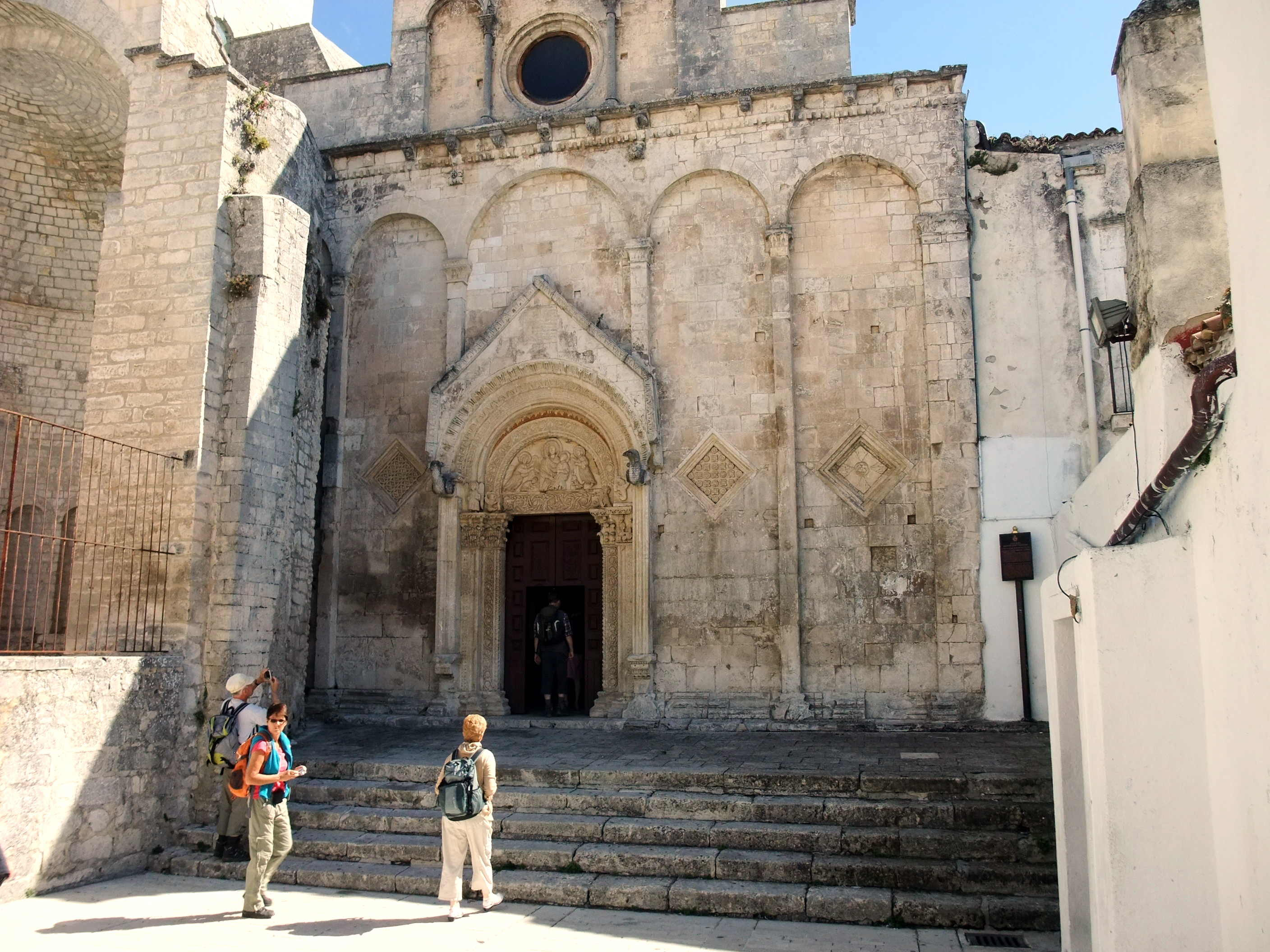
La Chiesa di Santa Maria Maggiore a Monte sant'Angelo
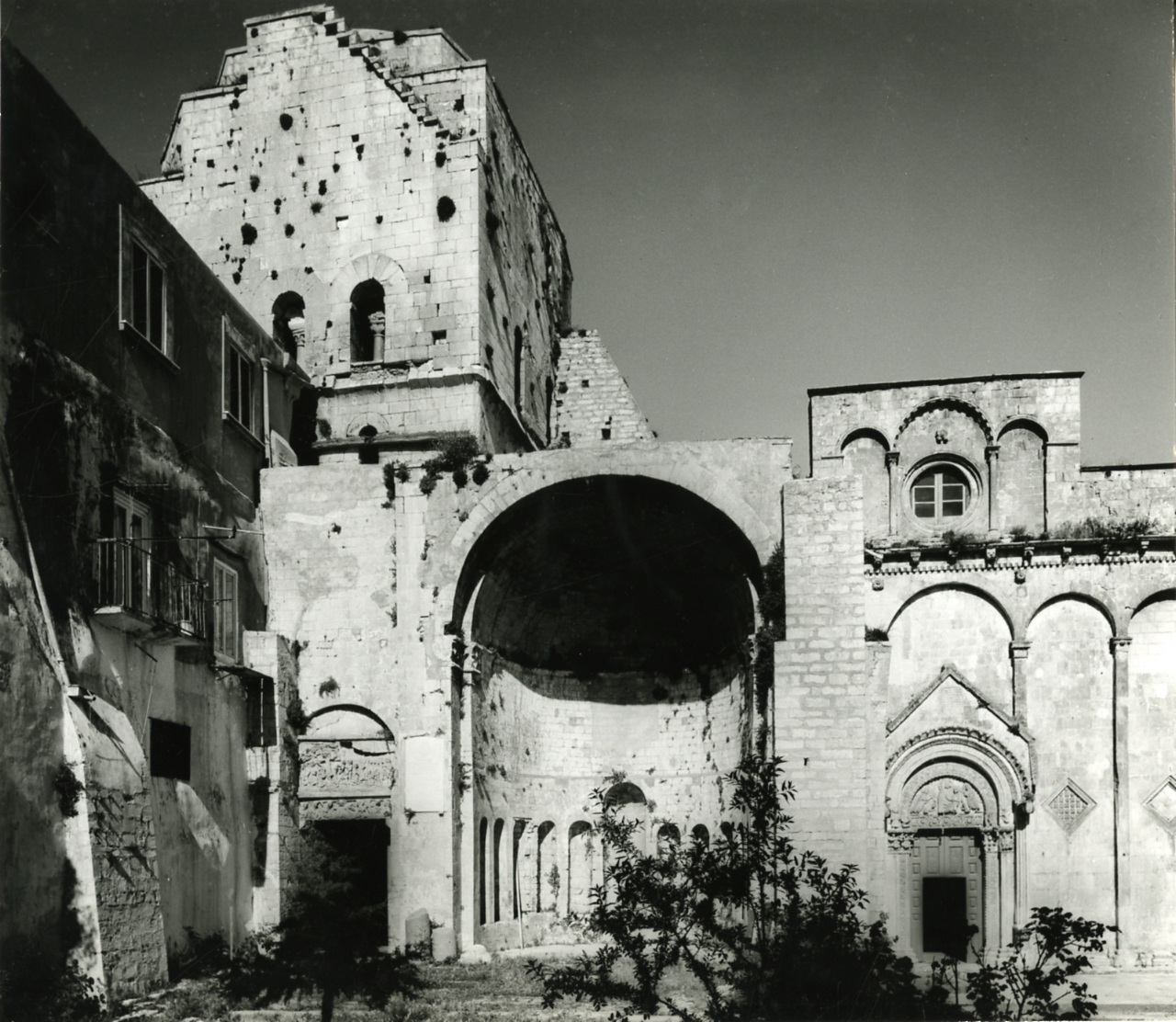
Battistero di san Giovanni in Tumba conosciuto anche come Tomba di Rotari a Monte sant'Angelo

### Dalmazia
I contatti della Puglia con la Dalmazia, tra il XII e il XIII secolo in particolare, furono evidenti dal punto di vista architettonico. Di questo periodo infatti, sono gli influssi dell'arte pugliese che pian piano si diffuse verso l'interno.
Tra gli esempi più importanti c'è la cattedrale di Traù, dedicata a San Lorenzo e costruita a partire dal XIII secolo sui resti di un'antica basilica seguendo canoni romanico-gotici. L'interno aveva il soffitto della navata centrale in legno mentre le navate laterali erano coperte da volte a croce, tipico delle chiese pugliesi. Una serie di arcate cieche orna i muri esterni. L'opera più importante della chiesa è senz'altro il portale di Radovan realizzato nel 1240. Esso, riccamente scolpito, è l'esempio più importante della scultura romanica in Dalmazia. Si compone di quattro parti: all'esterno, sullo stipite della porta, vi sono sculture di Adamo ed Eva, sorretti da leoni, e all'interno ci sono numerosi rilievi con scene di vita quotidiana organizzata in calendario mensile, e scene di caccia; in mezzo, ci sono scene della vita di Cristo (dall'Annunciazione alla Resurrezione), disposte in archi intorno al timpano; infine, nel timpano, è rappresentata la nascita di Cristo.
Non meno importante è la cattedrale di Zara. Dedicata a santa Anastasia, è del XIII secolo ed è caratterizzata all'esterno da una serie di nicchie ad arco cieco su entrambi i lati e sulla parte frontale, dove presenta anche due rosoni con colonne radiali e tre portali. L'interno è a tre navate, con colonne sottili che sostengono una galleria e bassorilievi figurativi.
Notevole esempio è anche la cattedrale di Cattaro: il suo campanile richiama quello della chiesa di San Nicola di Bari. La chiesa distrutta di Ragusa inoltre aveva sui muri laterali arcate cieche simili a quelle delle cattedrali di Bitonto e di Bari. Importanti anche la chiesa di San Giorgio di Antivari e la cattedrale di Spalato, dove si conservano le porte in legno realizzate da Andrija Buvina verso il 1220.

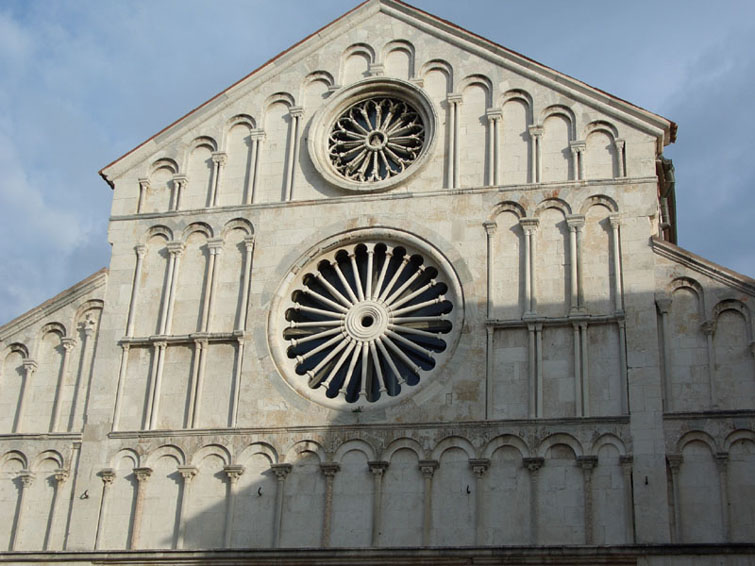
La cattedrale di Zara in stile pisano-pugliese

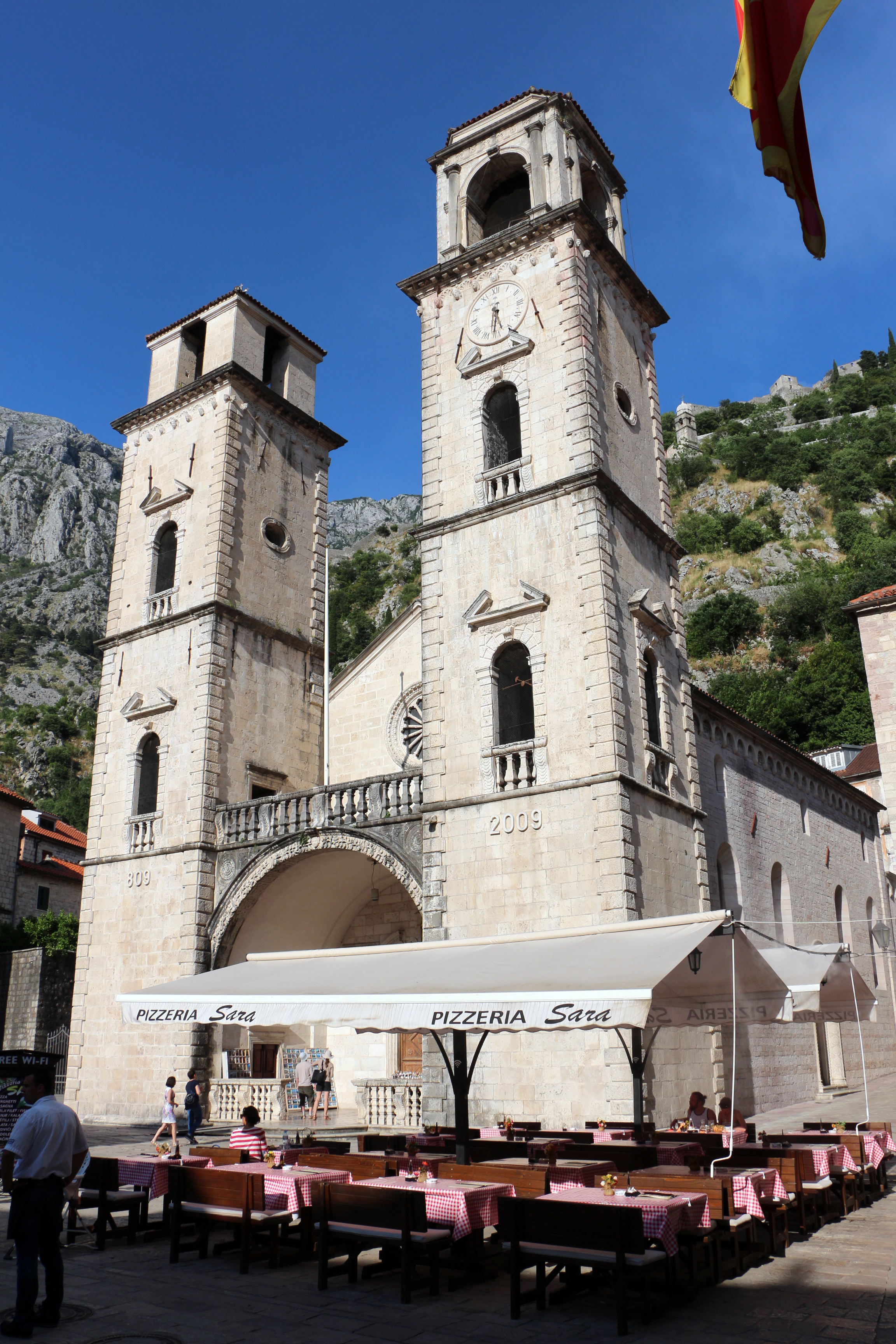
La cattedrale di Cattaro
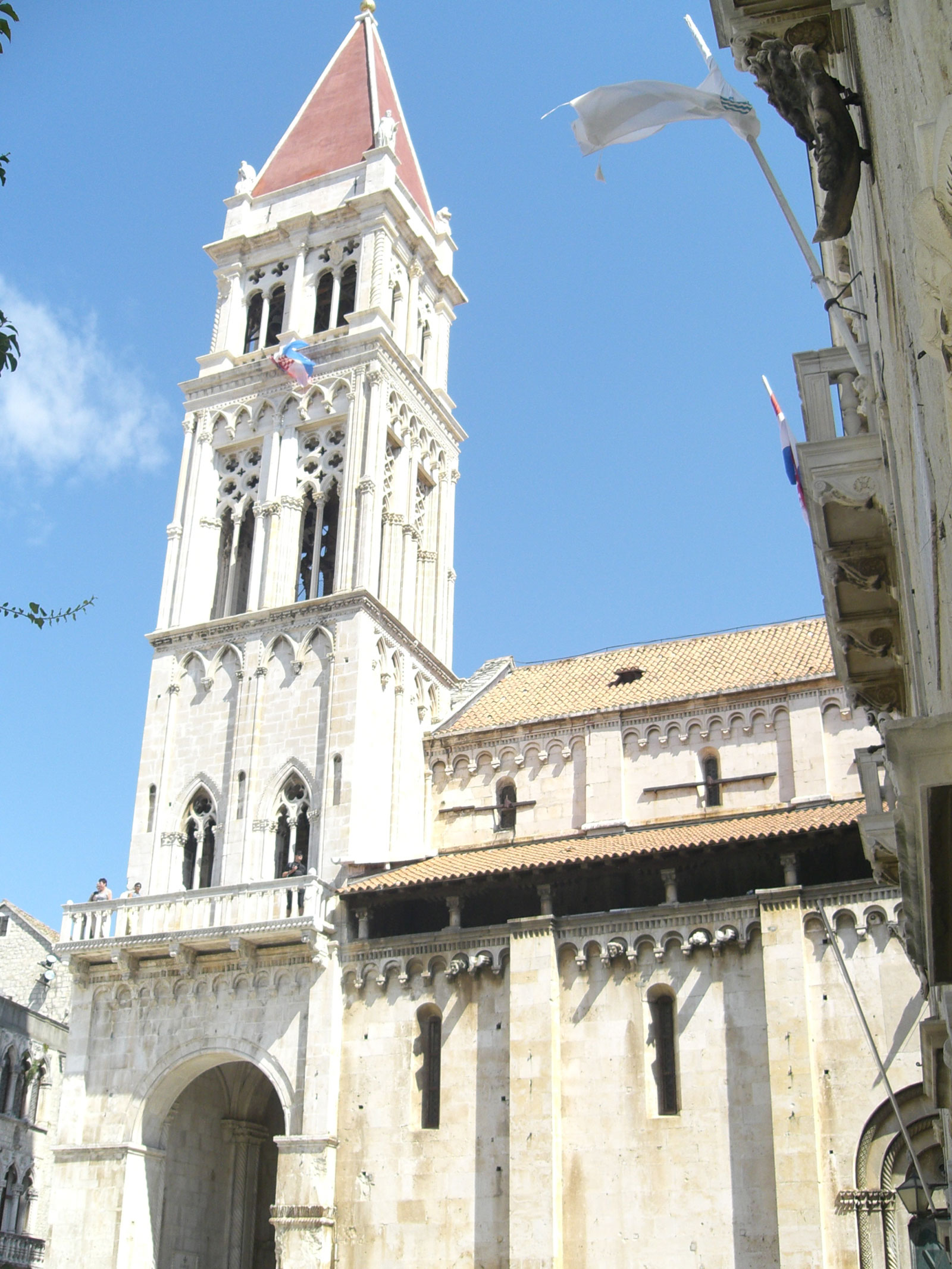
La cattedrale di Traù

## Scultura

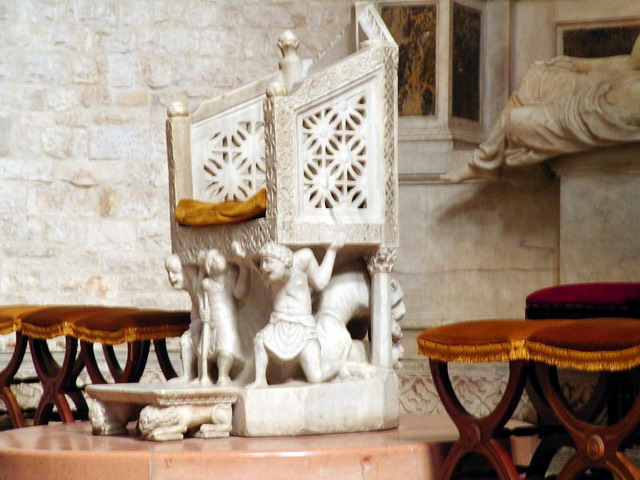
La Cattedra dell'abate Elia, Bari, San Nicola

Restano di quel periodo alcune importanti testimonianze scultoree, come la cattedra vescovile del Duomo di Canosa, firmata da Romoaldo e scolpita tra il 1078 e il 1089, o la cosiddetta Cattedra dell'abate Elia, nella basilica di San Nicola a Bari, risalente al 1105 circa. Nel primo, con gli elefanti che reggono la struttura soprastante, si attinse a un repertorio iconografico bizantino, mentre nel secondo, con i telamoni espressivamente piegati dallo sforzo, si tenne probabilmente conto delle esperienze di Wiligelmo al Duomo di Modena.
Per quanto riguarda la fusione in bronzo ci è pervenuto l'esempio delle porte della Cattedrale di Trani, realizzate nel 1119 da Barisano da Trani; i battenti sono divisi in più scene da estrose cornici e con decorazioni zoomorfe, ispirate a precedenti bizantini. La stessa tipologia venne ripresa nelle porte del Duomo di Ravello e in quelle del lato nord del Duomo di Monreale.
Per quanto concerne gli amboni è sicuramente da ricordare quello del duomo di Bitonto, ispirato a quello di Aquisgrana. Caratteristica importante, oltre alla elevata qualità della manifattura, è la presenza di una lastra triangolare, situata sul parapetto delle scale, su cui sono raffigurati gli imperatori svevi scolpiti a bassorilievo (da sinistra a destra Federico I Barbarossa, Enrico VI, Federico II e il figlio Corrado); inoltre reca l'iscrizione situata sotto il lettorino (HOC·OPVS·/FECIT·NICOLAVS·/SACERDOS·ET·MAGIS/TER·ANNO·MILLESIMO·/DVCENTESIMO·VICESIMO/NONO·ÎDICTIONIS·SECVNDE) dalla quale è possibile ricavarne la data di realizzazione, 1229, nonché il nome dell'artefice: Nicolaus Sacerdos et Magister, lo stesso autore del plinto su cui poggia il campanile della Cattedrale di Trani.

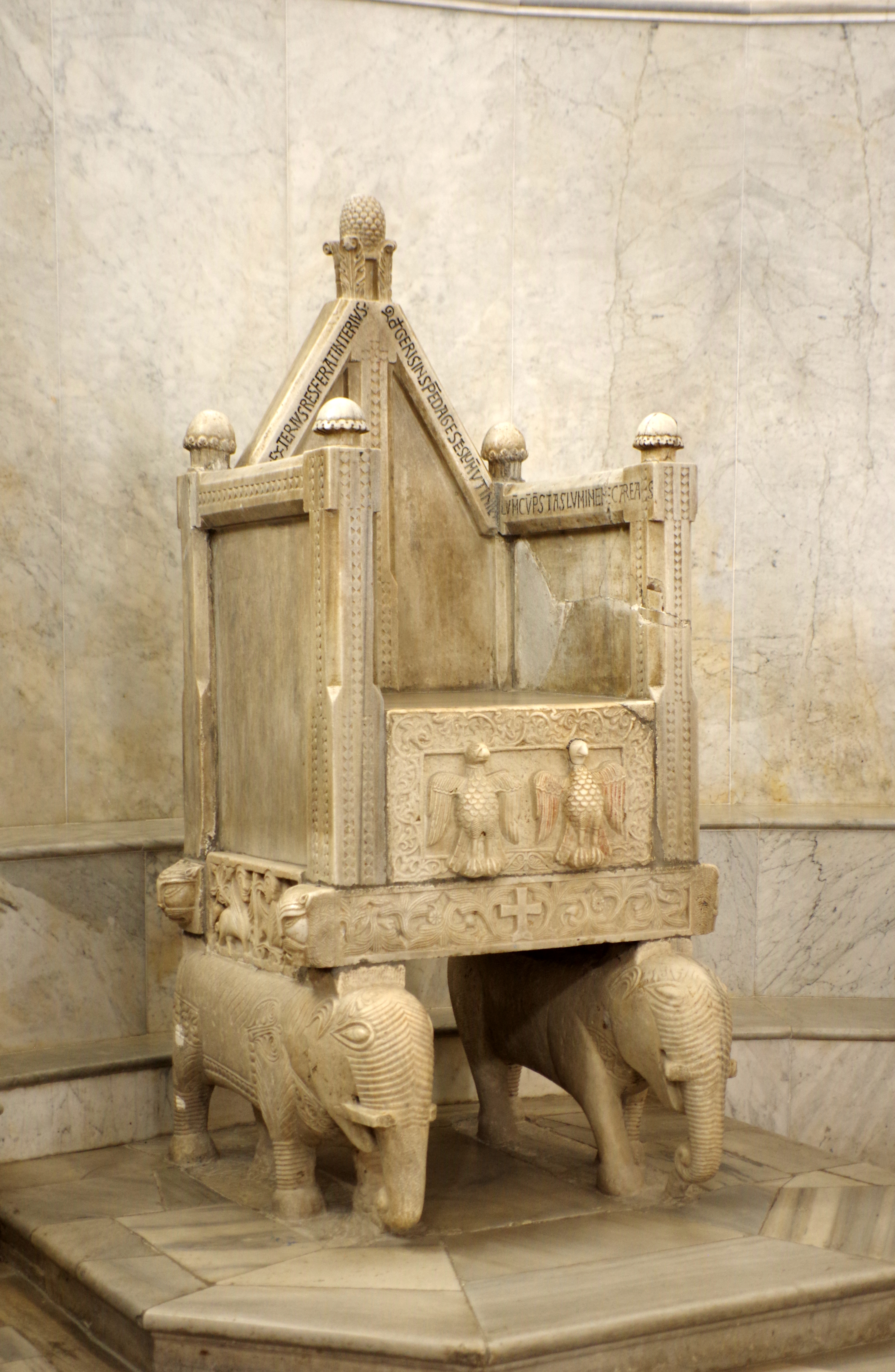
La cattedra della Basilica di San Sabino a Canosa
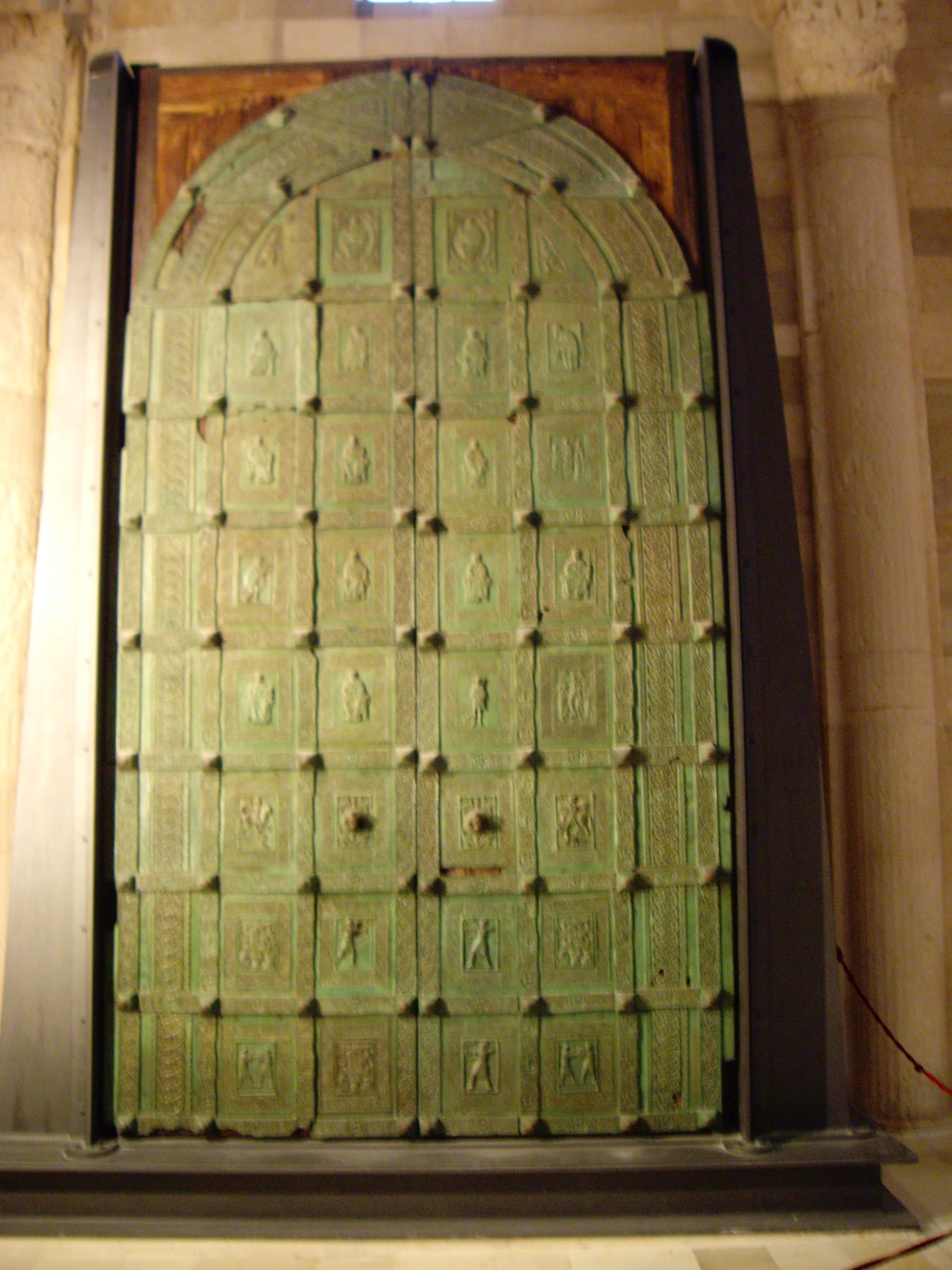
La porta bronzea della Cattedrale di Trani di Barisano da Trani
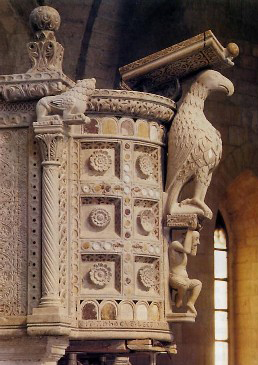
L'ambone della Concattedrale di Bitonto

## Mosaici

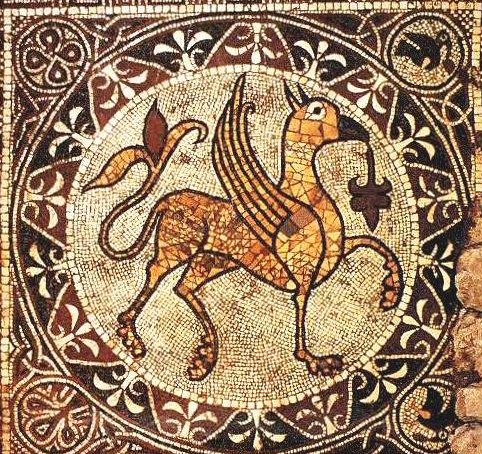
Mosaico del duomo di Bitonto

L'arte del mosaico in Puglia è presente già dall'XI secolo nel duomo di Bitonto, dove si ricorda il grifone rinvenuto nella chiesa paleocristiana. Della seconda metà del XII secolo sono le pavimentazioni delle cattedrali di Otranto, Trani, Brindisi e Taranto.

### Duomo di Otranto
Particolarmente ben conservato è il mosaico di Otranto, realizzato tra il 1163 e il 1165 da un gruppo di artisti capeggiati dal monaco Pantaleone, su commissione dell'arcivescovo Gionata. Si dispiega lungo tutta la navata centrale, sul presbiterio, l'abside e i bracci del transetto, e vi è raffigurato l'immaginario medievale, con ricchezza espressiva e secondo un senso di horror vacui che non risente dell'irregolarità dei tasselli né dell'assenza di plasticità.

### Cattedrale di Trani
Nella chiesa superiore della Cattedrale di Trani sono presenti i resti di un grande pavimento musivo nell'area presbiteriale; questo di Trani è in evidente analogia per tecnica, stile e contenuti con il mosaico di Otranto. La tecnica è l'opus sectile a colori vivaci, gli elementi decorativi si basano su motivi geometrici e vegetali. Le scene sono incluse in riquadri o rotae. L'ispirazione per il repertorio iconografico è molto varia ed è tratta dai bestiari medievali (centauro, grifi, sirena, leone, elefante), dai testi biblici (Salomone, Davide, Adamo ed Eva) e dai cicli eroici (Alessandro Magno), con l'implicita intenzione di fornire ai fedeli dei simboli morali.

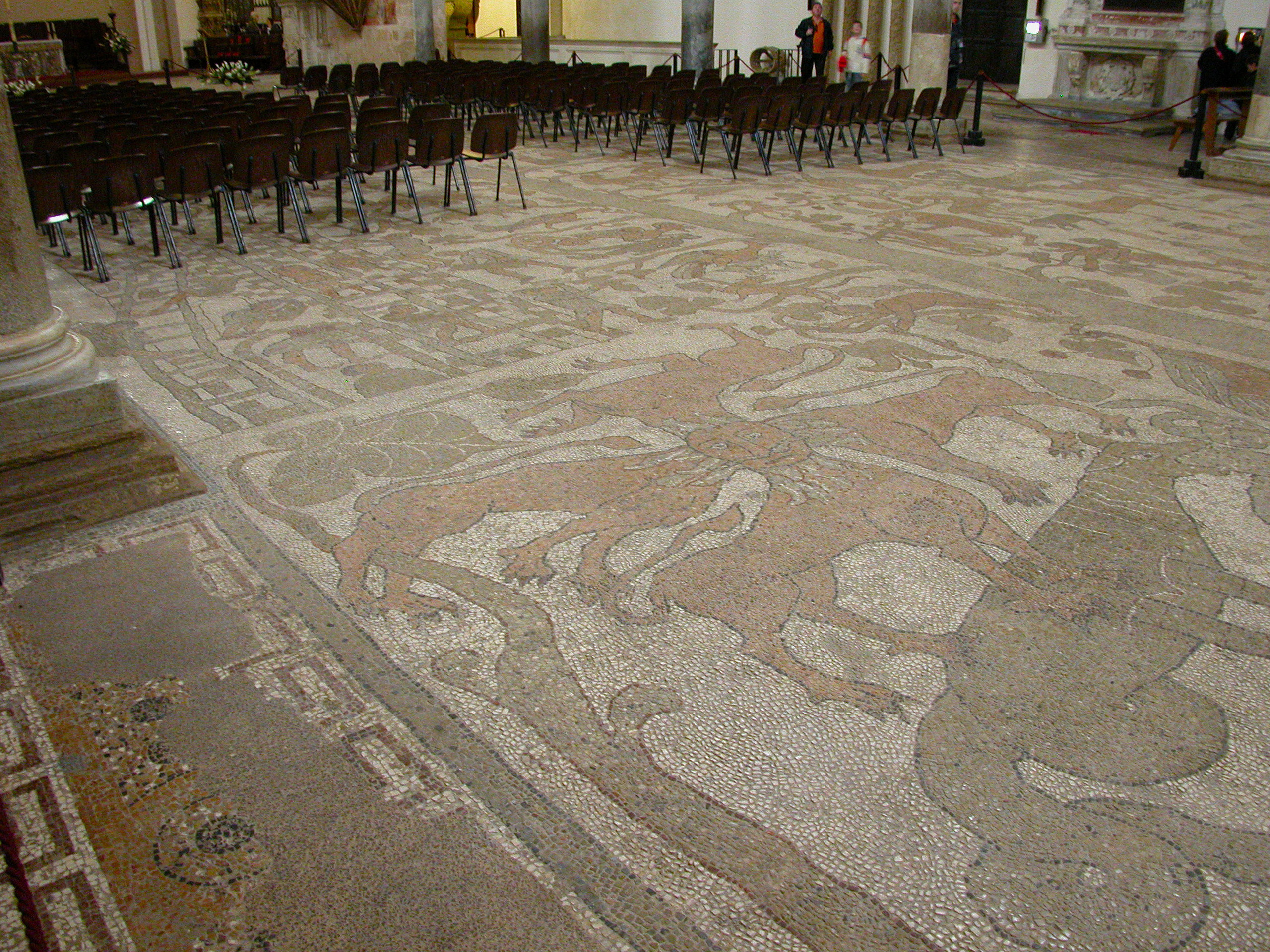
Il pavimento musivo della Cattedrale di Otranto
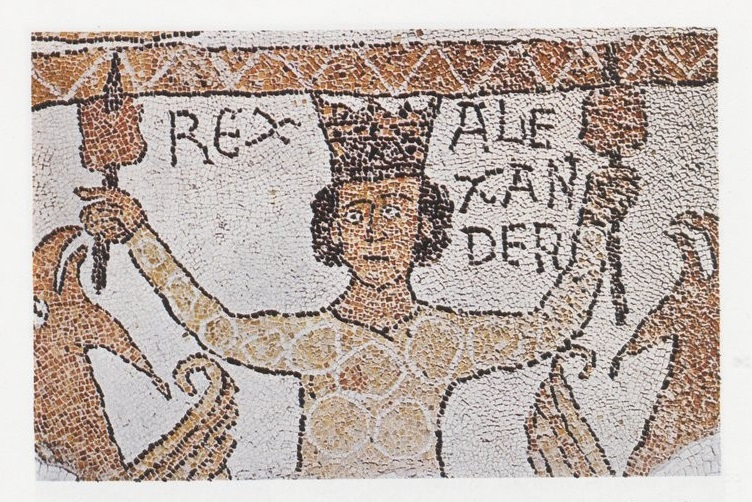
Rappresentazione del Volo di Alessandro nel mosaico del presbiterio della Cattedrale di Trani
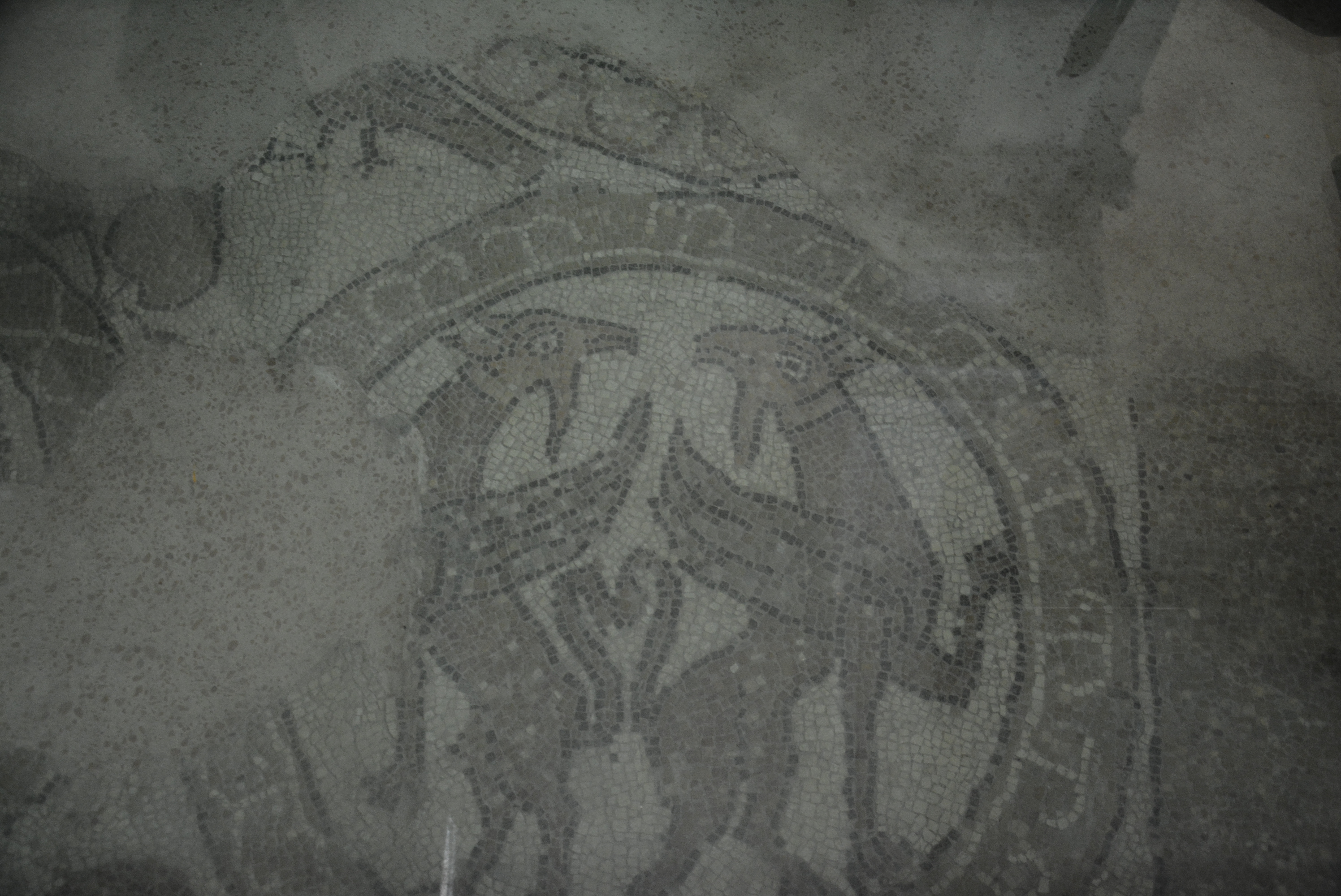
Rota con immagini di grifoni nel mosaico della Cattedrale di Brindisi
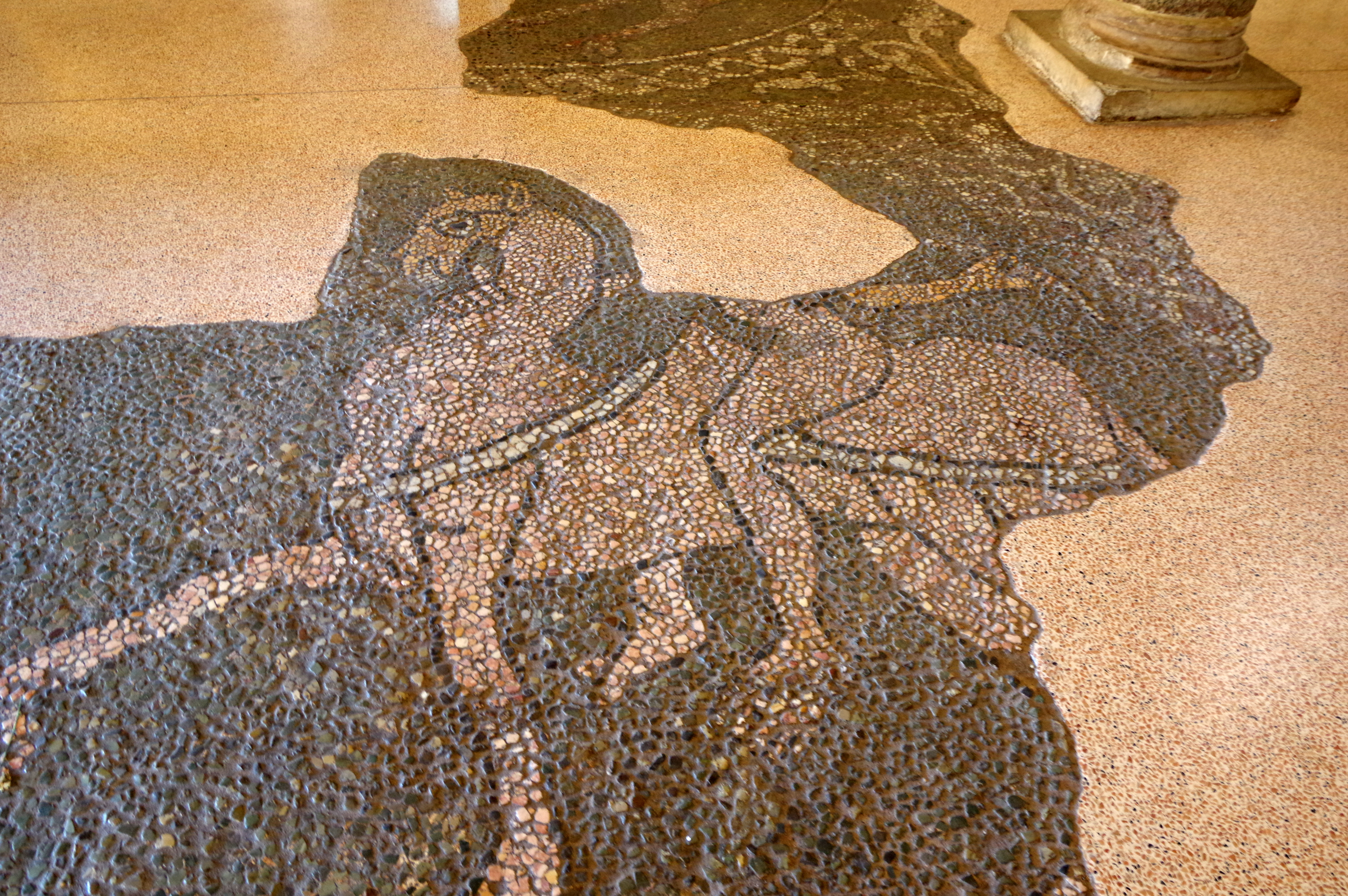
Parte di mosaico all'interno della Cattedrale di San Cataldo a Taranto